# 池袋交差点24時
『池袋交差点24時』は、THE COLLECTORS（ザ・コレクターズ）の加藤ひさし、古市コータローの二人がパーソナリティを務めるポッドキャスト番組。

## 概要
内容は主に、2人のトークのみ。音楽、グルメ、昭和、オカルト、ゴシップ、生活情報など、話題は多岐にわたる。
リスナーからのハガキを読んだり、ライブ中のトークなどを放送する事もある。
2009年にスタート以降、年間iTunesベストポッドキャストに5回（2009年、2010年、2013年、2014年、2015年）選出されるなど、音楽ファンのみならずミュージシャンや音楽業界関係者にも熱狂的に支持されている。
この番組では、リスナーのことを『P』と呼ぶ（ポッドキャストの『P』から。例:『ハードP』など）。
番組中での呼び名は、加藤ひさしは『リーダー』、古市コータローは『コータロー』。
会話中に時折内容を捕捉してくれる人物は、ディレクターの土田博之氏（たまに森内淳氏）。
番組の略称は『池24』、『ブクロ』など。
毎週水曜日更新。
また、『池袋交差点24時 ラジオ版』が、ミュージックバード配信により全国のコミュニティFMにて、2021年1月5日（火）より放送を開始。ラジオ版ではトークの合間に楽曲が流れる。2023年9月28日をもって『ラジオ版』のネットは終了。
約15年続いたが、2024年10月30日（水）配信の『シーズン10・第102回』をもって番組終了した。
締めの挨拶は『DO THE DOWNLOAD！』。

## 放送エピソード
エピソードは各シーズンに分けられ、各回ごとにタイトルがつけられている。
| シーズン   | 回  | タイトル                                             |
| ---------- | --- | ---------------------------------------------------- |
| シーズン1  | 1   | 池袋ワケありストリートの巻                           |
| シーズン1  | 2   | 学習院ドクダミ事件の巻                               |
| シーズン1  | 3   | ライブMC実況中継の巻                                 |
| シーズン1  | 4   | リアル・アイコラの巻                                 |
| シーズン1  | 5   | コータローが職質キャラの巻                           |
| シーズン1  | 6   | 火垂るの墓を理解しないで泣いている男の巻             |
| シーズン1  | 7   | 駄菓子屋とエマニエル夫人の巻                         |
| シーズン1  | 8   | 男はアイパー、テンション、ニグロだよの巻             |
| シーズン1  | 9   | 潜入！フィリピンパブの巻                             |
| シーズン1  | 10  | イリュージョン失敗の巻                               |
| シーズン1  | 11  | パソコンと宇宙人の巻                                 |
| シーズン1  | 12  | ラーメン論争の巻                                     |
| シーズン1  | 13  | カルト教団で洗脳！の巻                               |
| シーズン1  | 14  | 池袋にはいろんなドラマがあるんだよの巻               |
| シーズン1  | 15  | 森総理よりコータローの巻                             |
| シーズン1  | 16  | ライブMC＠横浜BAYSYSの巻                             |
| シーズン1  | 17  | 史上最大の詐欺事件の巻                               |
| シーズン1  | 18  | あいつがムショに入ったよの巻                         |
| シーズン1  | 19  | 宇宙人にさらわれたんだよの巻                         |
| シーズン1  | 20  | 君はちびいくつ？の巻                                 |
| シーズン1  | 21  | 14才のサマーブリーズの巻                             |
| シーズン1  | 22  | 青い体験と赤塚不二夫の巻                             |
| シーズン1  | 23  | 今日は俺もプライベートなんだよの巻                   |
| シーズン1  | 24  | 妄想ソロ・アルバムの巻                               |
| シーズン1  | 25  | ディズニーランド事件の巻                             |
| シーズン1  | 26  | 夫婦ごっこの巻                                       |
| シーズン1  | 27  | 浜名湖のデラックス鰻丼の巻                           |
| シーズン1  | 28  | 池袋アウトラーメンの巻                               |
| シーズン1  | 29  | 恋は出会いがしらだよの巻                             |
| シーズン1  | 30  | びっくりドッキリ恐怖体験の巻                         |
| シーズン1  | 31  | 哀愁のフラワー風呂の巻                               |
| シーズン1  | 32  | 加藤と古市、選ぶならどっち？の巻                     |
| シーズン1  | 33  | 史上最悪のツーリングの巻                             |
| シーズン1  | 34  | ヤンバーガーがやって来た！の巻                       |
| シーズン1  | 35  | 宇宙飛行士は宇宙人に会えないの巻                     |
| シーズン1  | 36  | マネーの虎と大脱走の巻                               |
| シーズン1  | 37  | 死語の世界の巻                                       |
| シーズン1  | 38  | あまえんぼロシア人の巻                               |
| シーズン1  | 39  | 東十条もつ焼き事件の巻                               |
| シーズン1  | 40  | ユリ・ゲラーと生き霊の巻                             |
| シーズン1  | 41  | 下北沢QUE潜入ルポの巻                                |
| シーズン1  | 42  | としまえんに行こう！の巻                             |
| シーズン1  | 43  | DTDの巻                                              |
| シーズン1  | 44  | ロックンロール・バビロンの巻                         |
| シーズン1  | 45  | 股間にシーブリーズの巻                               |
| シーズン1  | 46  | タイムマシン台無し事件の巻                           |
| シーズン1  | 47  | 東北すじ丼事件の巻                                   |
| シーズン1  | 48  | 池袋電器屋戦争の巻                                   |
| シーズン1  | 49  | 横浜BAYSIS潜入ルポの巻                               |
| シーズン1  | 50  | 池袋名物男の巻                                       |
| シーズン1  | 51  | パチプロ列伝の巻                                     |
| シーズン1  | 52  | 注射マニアの巻                                       |
| シーズン1  | 53  | ホノルル・ゾンビ・ストリートの巻                     |
| シーズン1  | 54  | 2009年13月の巻                                       |
| シーズン1  | 55  | 秘蔵版放出の巻                                       |
| シーズン1  | 56  | モナ・リザがやって来たの巻                           |
| シーズン1  | 57  | 泳いでる麺は美味いんだよの巻                         |
| シーズン1  | 58  | 究極のファッションの巻                               |
| シーズン1  | 59  | ネギは薬味だよの巻                                   |
| シーズン1  | 60  | 御三家完全制覇の巻                                   |
| シーズン1  | 61  | 恋は森林公園から始まるんだよの巻                     |
| シーズン1  | 62  | 極悪ポッドキャストの巻                               |
| シーズン1  | 63  | 悲しみのモッズ・パーカーの巻                         |
| シーズン1  | 64  | シーズン1最終回の巻                                  |
| シーズン2  | 1   | コロムビア物語の巻                                   |
| シーズン2  | 2   | 極悪メールの巻                                       |
| シーズン2  | 3   | チーム池袋、西への巻                                 |
| シーズン2  | 4   | キャンペーンも楽じゃないの巻                         |
| シーズン2  | 5   | 涙の弁当箱の巻                                       |
| シーズン2  | 6   | 百円札とスパイ手帳の巻                               |
| シーズン2  | 7   | 王貞治はモッドだよの巻                               |
| シーズン2  | 8   | アメージング・コンサートの巻                         |
| シーズン2  | 9   | ハワイで池袋の巻                                     |
| シーズン2  | 10  | 音楽業界2大刑事の巻                                  |
| シーズン2  | 11  | BLUES LOUD YOKOHAMAの巻                              |
| シーズン2  | 12  | カレーはブルースだよの巻                             |
| シーズン2  | 13  | 一度は試す男の巻                                     |
| シーズン2  | 14  | カプセル怪獣アイゴンの巻                             |
| シーズン2  | 15  | リンゴ田巻見世物事件の巻                             |
| シーズン2  | 16  | 仙台へ飛べ！の巻                                     |
| シーズン2  | 17  | モデルガンを撃て！の巻                               |
| シーズン2  | 18  | Blu-ray事件の巻                                      |
| シーズン2  | 19  | お盆といえば怪獣だよの巻                             |
| シーズン2  | 20  | 刑事(デカ)の流儀の巻                                 |
| シーズン2  | 21  | ヘジル様、只今ご案内しますの巻                       |
| シーズン2  | 22  | ロックの匂いの巻                                     |
| シーズン2  | 23  | 石田くんを目指せの巻                                 |
| シーズン2  | 24  | あの時のドロンの巻                                   |
| シーズン2  | 25  | 元祖ゴミためおじさんの巻                             |
| シーズン2  | 26  | オレたち、プアだねの巻                               |
| シーズン2  | 27  | アオダイショウ VS 加藤父の巻                         |
| シーズン2  | 28  | 盗撮されたリーダーの巻                               |
| シーズン2  | 29  | コリコリヘルスの巻                                   |
| シーズン2  | 30  | おめぇ、ヅラだんべ？の巻                             |
| シーズン2  | 31  | 昼をハズすと終わる男の巻                             |
| シーズン2  | 32  | リーダーの同窓会の巻                                 |
| シーズン2  | 33  | 40代最後のオンエアの巻                               |
| シーズン2  | 34  | 祝！リーダー50歳の巻                                 |
| シーズン2  | 35  | 今夜、ブクロ聴く？の巻                               |
| シーズン2  | 36  | 暗黒時代のCM事件の巻                                 |
| シーズン2  | 37  | 福島松川ETC丼の巻                                    |
| シーズン2  | 38  | タクシー・ドライバー伝説の巻                         |
| シーズン2  | 39  | NGワードは渋滞と峠の巻                               |
| シーズン2  | 40  | ひざまづきコーヒーの巻                               |
| シーズン2  | 41  | SHIBUYA-AX潜入ルポの巻                               |
| シーズン2  | 42  | 涙のベーヤン事件の巻                                 |
| シーズン2  | 43  | 釣り堀殺人事件の巻                                   |
| シーズン2  | 44  | 92年ヒゲ会議の巻                                     |
| シーズン2  | 45  | コレクターズの人ですよね？の巻                       |
| シーズン2  | 46  | 伊達直人2000GTの巻                                   |
| シーズン2  | 47  | 嵐を止めた男たちの巻                                 |
| シーズン2  | 48  | 生きるために食うの巻                                 |
| シーズン2  | 49  | 小6刑事(しょうろくでか)の巻                          |
| シーズン2  | 50  | 食うなら3本の巻                                      |
| シーズン2  | 51  | 裏の世界の巻                                         |
| シーズン2  | 52  | 悲しみの(50)の巻                                     |
| シーズン2  | 53  | Mのルールの巻                                        |
| シーズン2  | 54  | 茶の間へ食い込め！の巻                               |
| シーズン2  | 55  | 店長、うわの空の巻                                   |
| シーズン2  | 56  | おでん屋＆ベスパの巻                                 |
| シーズン2  | 57  | さるかに合戦の巻                                     |
| シーズン2  | 58  | 目白小ウッドストックの巻                             |
| シーズン2  | 59  | 衝撃！コレクイターズの巻                             |
| シーズン2  | 60  | 幻のライスキーの巻                                   |
| シーズン2  | 61  | ダン世代のドン三兄弟の巻                             |
| シーズン2  | 62  | ザ・骨折の巻                                         |
| シーズン2  | 63  | 天才タキノスケの巻                                   |
| シーズン2  | 64  | タイアップ大作戦の巻                                 |
| シーズン2  | 65  | 池袋ゴッサムシティの巻                               |
| シーズン2  | 66  | 音楽業界の歩き方の巻                                 |
| シーズン2  | 67  | 柔道着SOSの巻                                        |
| シーズン2  | 68  | 氷の世界の巻                                         |
| シーズン2  | 69  | アンヌ隊員応答せよの巻                               |
| シーズン3  | 1   | NHKとミートソースの巻                                |
| シーズン3  | 2   | オヤジの小芝居の巻                                   |
| シーズン3  | 3   | アンヌ隊員が来たの巻                                 |
| シーズン3  | 4   | 腹ペコ・キャンペーンの巻                             |
| シーズン3  | 5   | やわらかコーチャンの巻                               |
| シーズン3  | 6   | 芸大ごっこの巻                                       |
| シーズン3  | 7   | パワステ定食事件の巻                                 |
| シーズン3  | 8   | 祝！ザ・コレクターズ25周年の巻                       |
| シーズン3  | 9   | 正直ハムスターの巻                                   |
| シーズン3  | 10  | 赤チョッキ危機一発の巻                               |
| シーズン3  | 11  | 東京縦断 極悪MCの巻                                  |
| シーズン3  | 12  | オシャレは我慢の巻                                   |
| シーズン3  | 13  | 古市パルスの巻                                       |
| シーズン3  | 14  | 東京湾えんがわ事件の巻                               |
| シーズン3  | 15  | 黒こげバイクの巻                                     |
| シーズン3  | 16  | aikoと小芝居の巻                                     |
| シーズン3  | 17  | オレたち歓び配達人の巻                               |
| シーズン3  | 18  | チャーシュー麺は危険だよの巻                         |
| シーズン3  | 19  | 成増で職質をの巻                                     |
| シーズン3  | 20  | さるかにをぶっかけタイの巻                           |
| シーズン3  | 21  | 謎の1位大作戦の巻                                    |
| シーズン3  | 22  | 鉄車がくる!!の巻                                     |
| シーズン3  | 23  | USJ GO!GO!GO!の巻                                    |
| シーズン3  | 24  | 全国ツアー スタート！の巻                            |
| シーズン3  | 25  | ダウンロード作戦失敗の巻                             |
| シーズン3  | 26  | 伝七をなめんなよの巻                                 |
| シーズン3  | 27  | 冬の日のニコルさんの巻                               |
| シーズン3  | 28  | キタマクラとシロップの巻                             |
| シーズン3  | 29  | シングルorダブル？の巻                               |
| シーズン3  | 30  | 残り物には福があるの巻                               |
| シーズン3  | 31  | 真夜中のリンダリンダの巻                             |
| シーズン3  | 32  | 崩れ落ちる前にの巻                                   |
| シーズン3  | 33  | 無駄な9、1の頑張りの巻                               |
| シーズン3  | 34  | 男なら文太賞の巻                                     |
| シーズン3  | 35  | 松本が払いますの巻                                   |
| シーズン3  | 36  | 池袋と巣鴨のあいだにの巻                             |
| シーズン3  | 37  | 俺の愛車はサタデーナイトエンジェルの巻               |
| シーズン3  | 38  | 池袋不思議カップルの巻                               |
| シーズン3  | 39  | 全部コータローのせいの巻                             |
| シーズン3  | 40  | ヤゴのままでの巻                                     |
| シーズン3  | 41  | 息切れビリーとむきむきロジャーの巻                   |
| シーズン3  | 42  | マッハで中退の巻                                     |
| シーズン3  | 43  | いとしのレイラ物語の巻                               |
| シーズン3  | 44  | 若旦那生誕記念祭の巻                                 |
| シーズン3  | 45  | クリーニングで世界旅行の巻                           |
| シーズン3  | 46  | 70歳はヤングだよの巻                                 |
| シーズン3  | 47  | 熊谷ナンバーには気をつけろ！の巻                     |
| シーズン3  | 48  | Pの聖地へ行こう！の巻                                |
| シーズン3  | 49  | 熱いパンツで立ち上がれ！の巻                         |
| シーズン3  | 50  | 斬り捨て御免の巻                                     |
| シーズン3  | 51  | 僕の街の巻                                           |
| シーズン3  | 52  | 取らぬ狸の武道館の巻                                 |
| シーズン3  | 53  | しょくぱんまんの心に火野正平の巻                     |
| シーズン3  | 54  | 無断で発注の巻                                       |
| シーズン3  | 55  | にやけとぷっちょの巻                                 |
| シーズン3  | 56  | ぷっちょさん高評価の巻                               |
| シーズン3  | 57  | ジェット返品お断りの巻                               |
| シーズン3  | 58  | なりきりロイ・シャイダーの巻                         |
| シーズン3  | 59  | 改札物語の巻                                         |
| シーズン3  | 60  | ジュンク堂なうの巻                                   |
| シーズン3  | 61  | 木刀持って殴りこみの巻                               |
| シーズン3  | 62  | ビザールメン改名！の巻                               |
| シーズン3  | 63  | 真説！河童伝説の巻                                   |
| シーズン3  | 64  | 大浴場物語の巻                                       |
| シーズン3  | 65  | 昼ドラの1分は3年の巻                                 |
| シーズン3  | 66  | スモーキン・ブギの巻                                 |
| シーズン3  | 67  | アングリー古市の巻                                   |
| シーズン3  | 68  | 50点の男の巻                                         |
| シーズン3  | 69  | DOは魔法の言葉の巻                                   |
| シーズン3  | 70  | ピンク・レディ現象の巻                               |
| シーズン3  | 71  | いいメール、Gメールの巻                              |
| シーズン3  | 72  | 対決！西武デパートの巻                               |
| シーズン3  | 73  | 真冬の海でプロポーズソングの巻                       |
| シーズン3  | 74  | ステージは魔物だよの巻                               |
| シーズン3  | 75  | 99匹目のさるかに合戦の巻                             |
| シーズン3  | 76  | 自己主張ハイウェイスターの巻                         |
| シーズン4  | 1   | 変身電車の巻                                         |
| シーズン4  | 2   | 妹がやって来る！の巻                                 |
| シーズン4  | 3   | 2歳児のブルースの巻                                  |
| シーズン4  | 4   | 新・崩れ落ちる前にの巻                               |
| シーズン4  | 5   | ハーベストムーンなうの巻                             |
| シーズン4  | 6   | ボク、著者ですからの巻                               |
| シーズン4  | 7   | コータロー定食の巻                                   |
| シーズン4  | 8   | ゆるキャラ・ニッシーの巻                             |
| シーズン4  | 9   | おすすめレストランの巻                               |
| シーズン4  | 10  | スピッツは心の支えの巻                               |
| シーズン4  | 11  | ソールドアウトでウォシュレットの巻                   |
| シーズン4  | 12  | さっちゃんパパでもう1枚の巻                          |
| シーズン4  | 13  | ロック界のカシスウーロンの巻                         |
| シーズン4  | 14  | なんでもクロスの時代だよの巻                         |
| シーズン4  | 15  | オレの身体はリッケンバッカーの巻                     |
| シーズン4  | 16  | 銭湯でピリピリの巻                                   |
| シーズン4  | 17  | さよなら、さっちゃんパパの巻                         |
| シーズン4  | 18  | テス湖のテッシーの巻                                 |
| シーズン4  | 19  | ニメガイ襲来！の巻                                   |
| シーズン4  | 20  | 古市先輩、リーチだよ！の巻                           |
| シーズン4  | 21  | ジョブズでいいんじゃね？の巻                         |
| シーズン4  | 22  | 銘菓カリカリ君の巻                                   |
| シーズン4  | 23  | マラソンは若さで走れの巻                             |
| シーズン4  | 24  | 線香花火をイメージしてよの巻                         |
| シーズン4  | 25  | はめっこどうぶつの巻                                 |
| シーズン4  | 26  | 衝撃のオープニングの巻                               |
| シーズン4  | 27  | としまえんでシングルorダブルの巻                     |
| シーズン4  | 28  | 深谷ネギはミックだよの巻                             |
| シーズン4  | 29  | チャリンコ盗難事件の巻                               |
| シーズン4  | 30  | リーバイス質屋の巻                                   |
| シーズン4  | 31  | レゲエ木魚の巻                                       |
| シーズン4  | 32  | あの娘、パパの愛人よの巻                             |
| シーズン4  | 33  | オレたちの肝臓自慢の巻                               |
| シーズン4  | 34  | 5577を乗り越えろ！の巻                               |
| シーズン4  | 35  | みつばちフルイチの巻                                 |
| シーズン4  | 36  | 百億のキッスとリーダーの唇の巻                       |
| シーズン4  | 37  | 梅仁丹はネオモッズの巻                               |
| シーズン4  | 38  | 尾けられた刑事の巻                                   |
| シーズン4  | 39  | クワガタ上司の巻                                     |
| シーズン4  | 40  | パンツはガシャポンの巻                               |
| シーズン4  | 41  | シャカシャカ刑事の巻                                 |
| シーズン4  | 42  | 予知夢で還暦ライブの巻                               |
| シーズン4  | 43  | 10個で1000円の巻                                     |
| シーズン4  | 44  | 俺と丸井のタイトな関係の巻                           |
| シーズン4  | 45  | オマエ新潮、オレ文春の巻                             |
| シーズン4  | 46  | うしろのコータローの巻                               |
| シーズン4  | 47  | チークタイムをもう一度の巻                           |
| シーズン4  | 48  | フィーバーは武道館の巻                               |
| シーズン4  | 49  | 金が絡むとPもシビアの巻                              |
| シーズン4  | 50  | 一本橋のコーちゃんの巻                               |
| シーズン4  | 51  | ミリオン・クロスワード・ロックの巻                   |
| シーズン4  | 52  | ジェットとペッカーの巻                               |
| シーズン4  | 53  | さよならCANDYMANの巻                                 |
| シーズン4  | 54  | 夢のノベルティ時代の巻                               |
| シーズン4  | 55  | 深谷をパトロールの巻                                 |
| シーズン4  | 56  | 峰子のブルースの巻                                   |
| シーズン4  | 57  | 若旦那と甘い夜の巻                                   |
| シーズン4  | 58  | マヨかに合戦の巻                                     |
| シーズン4  | 59  | コーちゃん漬けの巻                                   |
| シーズン4  | 60  | ブロウアップ・コーちゃんの巻                         |
| シーズン4  | 61  | ヘアスタイルはおじゃる丸の巻                         |
| シーズン4  | 62  | 冬の移動はテスコのドカジャンの巻                     |
| シーズン4  | 63  | 些細な事って何なのよ？の巻                           |
| シーズン4  | 64  | ピンと来ないさんがやって来た！の巻                   |
| シーズン4  | 65  | お付き合いは2000円からの巻                           |
| シーズン4  | 66  | もうすぐ50歳の巻                                     |
| シーズン4  | 67  | 若大将と若旦那の巻                                   |
| シーズン4  | 68  | 新幹線でアイスクリームの巻                           |
| シーズン4  | 69  | キカイダーでケツバットの巻                           |
| シーズン4  | 70  | 21世紀のスネークマンショーの巻                       |
| シーズン4  | 71  | ジョニ黒はオヤジのトロフィーの巻                     |
| シーズン4  | 72  | 祝・古市コータロー50歳の巻                           |
| シーズン4  | 73  | さっちゃんパパからの手紙の巻                         |
| シーズン4  | 74  | カセットは金持ちフィーリングの巻                     |
| シーズン4  | 75  | ドロンは白いブリーフの巻                             |
| シーズン4  | 76  | 織田哲郎にミヤコチョウチョウ賞の巻                   |
| シーズン4  | 77  | はめっこ悩み相談の巻                                 |
| シーズン4  | 78  | 一人でキャンペーンの巻                               |
| シーズン5  | 1   | ミニよりローレルの巻                                 |
| シーズン5  | 2   | 生活密着ロッカーの巻                                 |
| シーズン5  | 3   | トークで一枚お買い上げの巻                           |
| シーズン5  | 4   | 夢の中で一人会議の巻                                 |
| シーズン5  | 5   | ユーストは3年早い！の巻                              |
| シーズン5  | 6   | オープニングはジャズ・フィーリングの巻               |
| シーズン5  | 7   | イオンで逃亡者の巻                                   |
| シーズン5  | 8   | 大魔神をウェイティングの巻                           |
| シーズン5  | 9   | 若旦那の暴走MCの巻                                   |
| シーズン5  | 10  | ヤンキー・ラーメンの巻                               |
| シーズン5  | 11  | 牛丼界のモッズの巻                                   |
| シーズン5  | 12  | イラ立ちジェットの巻                                 |
| シーズン5  | 13  | ムショでレコーディングの巻                           |
| シーズン5  | 14  | 北寄りの男の巻                                       |
| シーズン5  | 15  | 命短し恋せよ乙女の巻                                 |
| シーズン5  | 16  | 宇宙人の豚バラ定食の巻                               |
| シーズン5  | 17  | ひさしとコータローのディナーショーの巻               |
| シーズン5  | 18  | 心霊手術ポッドキャストの巻                           |
| シーズン5  | 19  | ツアーファイナル2014の巻                             |
| シーズン5  | 20  | 4歳児が世界を救うの巻                                |
| シーズン5  | 21  | ほどほどロック・バンドの巻                           |
| シーズン5  | 22  | 痙攣奏法がワウを殺すの巻                             |
| シーズン5  | 23  | 坊主がリーダーを殺すの巻                             |
| シーズン5  | 24  | 来年はディナーショーの巻                             |
| シーズン5  | 25  | おにぎり＆魔法瓶の巻                                 |
| シーズン5  | 26  | 自由すぎる70歳の巻                                   |
| シーズン5  | 27  | ヴァンヴァンは裏切らないの巻                         |
| シーズン5  | 28  | 目白とピザと近藤正臣の巻                             |
| シーズン5  | 29  | コータローとジェラシー犬の巻                         |
| シーズン5  | 30  | 奥さんはしょうがないの巻                             |
| シーズン5  | 31  | デビュー28年めのクアトロマンスリーの巻               |
| シーズン5  | 32  | カレー皿即完の巻                                     |
| シーズン5  | 33  | 月にスターバックスの巻                               |
| シーズン5  | 34  | 平成のチンペイ＆バンバンの巻                         |
| シーズン5  | 35  | ロックンロールはバランスが大事の巻                   |
| シーズン5  | 36  | 夕陽に向かってすすめ！の巻                           |
| シーズン5  | 37  | 目白のザリガニハンターの巻                           |
| シーズン5  | 38  | 衝撃！バストロイヤー、リジェクト！の巻               |
| シーズン5  | 39  | あのときのかき揚げ弁当の巻                           |
| シーズン5  | 40  | サブちゃんのスカジャンの巻                           |
| シーズン5  | 41  | ARABAKI大トリの巻                                    |
| シーズン5  | 42  | かき揚げ丼の残し方の巻                               |
| シーズン5  | 43  | 『Tommy』は法事の巻                                  |
| シーズン5  | 44  | 30才はヤングだよの巻                                 |
| シーズン5  | 45  | ゲリラ豪雨の巻                                       |
| シーズン5  | 46  | 恋をプロデュースの巻                                 |
| シーズン5  | 47  | ゲリラ豪雨〜孤独のメッセージ編の巻                   |
| シーズン5  | 48  | キヨシ三段活用の巻                                   |
| シーズン5  | 49  | マジック・フィンガーの巻                             |
| シーズン5  | 50  | 梅雨時のビザールメンの巻                             |
| シーズン5  | 51  | シケモクも悪くないの巻                               |
| シーズン5  | 52  | 恋の続きはとしまえんの巻                             |
| シーズン5  | 53  | リーダーのラバー・ソウルの巻                         |
| シーズン5  | 54  | ノッてるネギにはかなわないの巻                       |
| シーズン5  | 55  | 水浸しビザールメンの巻                               |
| シーズン5  | 56  | フォークキラー・コータローの巻                       |
| シーズン5  | 57  | コータローは二度死ぬの巻                             |
| シーズン5  | 58  | 池袋・ラーメン事件の巻                               |
| シーズン5  | 59  | チックで固めろ！の巻                                 |
| シーズン5  | 60  | 忠さんにハイタッチの巻                               |
| シーズン6  | 1   | ドタバタキャンペーンの巻                             |
| シーズン6  | 2   | 推しメンは川口浩の巻                                 |
| シーズン6  | 3   | 加藤さんなら20万の巻                                 |
| シーズン6  | 4   | 街の顔はポール・ウェラーの巻                         |
| シーズン6  | 5   | 宜保より美輪よりコレクターズの巻                     |
| シーズン6  | 6   | ハンを知りすぎた男の巻                               |
| シーズン6  | 7   | セピア・ハイスクール・メモリーの巻                   |
| シーズン6  | 8   | 高齢のジャズトリオは肉しか食べないの巻               |
| シーズン6  | 9   | ミディでよろしくの巻                                 |
| シーズン6  | 10  | コリコリの真相を突き止めろ！〜序章〜の巻             |
| シーズン6  | 11  | 午前4時半のオエーッの巻                              |
| シーズン6  | 12  | 今夜はレアリティーズの巻                             |
| シーズン6  | 13  | コレクターズのホテル・ミシュランの巻                 |
| シーズン6  | 14  | ロック界のウィキリークスの巻                         |
| シーズン6  | 15  | 17号線のベイツ・モーテルの巻                         |
| シーズン6  | 16  | ムショ帰りはうなぎとコーラの巻                       |
| シーズン6  | 17  | 魅惑のチゲ鍋の巻                                     |
| シーズン6  | 18  | リアル伊達直人の巻                                   |
| シーズン6  | 19  | 泥沼アマゾンの巻                                     |
| シーズン6  | 20  | くるまやラーメンは北の入り口の巻                     |
| シーズン6  | 21  | ミルク・デ・ソイソースの巻                           |
| シーズン6  | 22  | ビザールドラマ『中卒弁護士』の巻                     |
| シーズン6  | 23  | 真っ赤なカブを追え！の巻                             |
| シーズン6  | 24  | 高田馬場にはヨーコがいっぱいの巻                     |
| シーズン6  | 25  | 冬の秩父から帰った女はいないの巻                     |
| シーズン6  | 26  | 中卒弁護士かく語りきの巻                             |
| シーズン6  | 27  | クイーンの7万人ライブは参考にならないの巻            |
| シーズン6  | 28  | オレはオペチの巻                                     |
| シーズン6  | 29  | おばあちゃんの愛には逆らえないの巻                   |
| シーズン6  | 30  | 赤マルダッシュ☆をお手伝いの巻                        |
| シーズン6  | 31  | 「鉄車が来た！」で「お静まり！」の巻                 |
| シーズン6  | 32  | コレクターズ日本武道館公演決定！の巻                 |
| シーズン6  | 33  | 情熱大陸がやって来ないの巻                           |
| シーズン6  | 34  | 動き出したPの巻                                      |
| シーズン6  | 35  | 自由席にはいかさま師が多いの巻                       |
| シーズン6  | 36  | チタンにすがりたいの巻                               |
| シーズン6  | 37  | 井戸端会議に気をつけろ！の巻                         |
| シーズン6  | 38  | スピッツはハイヤーの巻                               |
| シーズン6  | 39  | 古市コータローと大場久美子は歳をとってはいけないの巻 |
| シーズン6  | 40  | バストロイヤーは主婦が一番わかってるの巻             |
| シーズン6  | 41  | 6速のゲノムラの巻                                    |
| シーズン6  | 42  | 包めばOKの巻                                         |
| シーズン6  | 43  | 通販で卵の追加はできないの巻                         |
| シーズン6  | 44  | 股間にトニックの巻                                   |
| シーズン6  | 45  | 池袋は菲菲タウンの巻                                 |
| シーズン6  | 46  | 武道館は3デイズが常識の巻                            |
| シーズン6  | 47  | 10代は話の7割がわからないの巻                        |
| シーズン6  | 48  | フジロックは足が遅いの巻                             |
| シーズン6  | 49  | 俺たちのブライアン・エプスタインの巻                 |
| シーズン6  | 50  | 謎の目覚まし鳥の巻                                   |
| シーズン6  | 51  | コレクターズは夜のリハはやらないの巻                 |
| シーズン6  | 52  | ゴマずれシウマイ弁当の巻                             |
| シーズン6  | 53  | ぐるぐるCDボックスの巻                               |
| シーズン6  | 54  | 瀕死の山鳥の巻                                       |
| シーズン6  | 55  | 哀愁の昭和30年代の巻                                 |
| シーズン6  | 56  | ルパンをリミックスの巻                               |
| シーズン6  | 57  | 5時以降はチャーハン禁止の巻                          |
| シーズン6  | 58  | 加藤船長奮闘記の巻                                   |
| シーズン6  | 59  | 音楽業界はPでいっぱいの巻                            |
| シーズン6  | 60  | ベンベはいるだけバストロイヤーは脱ぐだけの巻         |
| シーズン6  | 61  | 埼玉県民は王将より満洲の巻                           |
| シーズン6  | 62  | 50万ならアンプ10万なら車の巻                         |
| シーズン6  | 63  | 味はロマーナ、トイレはル・パレの巻                   |
| シーズン6  | 64  | 長財布でトリミングの巻                               |
| シーズン6  | 65  | V3でグッバイ・カレーの巻                             |
| シーズン7  | 1   | 布袋さんと意気投合の巻                               |
| シーズン7  | 2   | 奴らはギョーメンの巻                                 |
| シーズン7  | 3   | Pはお遍路を救うの巻                                  |
| シーズン7  | 4   | つんつんはモールス信号の巻                           |
| シーズン7  | 5   | ドラゴンボールでバブル到来の巻                       |
| シーズン7  | 6   | ノリさんちで夫婦ごっこの巻                           |
| シーズン7  | 7   | ルンバじゃ餅は吸えないの巻                           |
| シーズン7  | 8   | 武道館を終えて桜を見ようの巻                         |
| シーズン7  | 9   | 眠ったベスパを叩き起こせ！の巻                       |
| シーズン7  | 10  | 世界の国からこんにちはの巻                           |
| シーズン7  | 11  | 増子さんだって黙っちゃいないの巻                     |
| シーズン7  | 12  | 武道館でトンボになりたいの巻                         |
| シーズン7  | 13  | 武道館は末広がりの巻                                 |
| シーズン7  | 14  | あと7枚でソールドアウトの巻                          |
| シーズン7  | 15  | 高橋オペチはスターモードの巻                         |
| シーズン7  | 16  | 男はタオル一本の巻                                   |
| シーズン7  | 17  | お空に預けろ！の巻                                   |
| シーズン7  | 18  | Do You Know YMOの巻                                  |
| シーズン7  | 19  | チャック・ベリーはかっぱ巻きを食べるの巻             |
| シーズン7  | 20  | マージャンのマは魔力のマの巻                         |
| シーズン7  | 21  | 悲劇の「夢みる君と僕」の巻                           |
| シーズン7  | 22  | 武道館靴下事件の巻                                   |
| シーズン7  | 23  | 空耳ケニーの巻                                       |
| シーズン7  | 24  | ムショに入るなら80過ぎてからの巻                     |
| シーズン7  | 25  | 馬の耳に祭りの巻                                     |
| シーズン7  | 26  | 謎の軍団チェックメンの巻                             |
| シーズン7  | 27  | 池袋ハード職質の巻                                   |
| シーズン7  | 28  | あなたの気分でロングツアーの巻                       |
| シーズン7  | 29  | フミヤくんファンに悪い人はいないの巻                 |
| シーズン7  | 30  | 松阪マクサで大炎上の巻                               |
| シーズン7  | 31  | エロ手帳を探せ！の巻                                 |
| シーズン7  | 32  | ダダはモッド扱いの巻                                 |
| シーズン7  | 33  | 血糖値はレッドゾーンの巻                             |
| シーズン7  | 34  | 熊谷タンクトップ・ナイトの巻                         |
| シーズン7  | 35  | 板橋グレートハンティングの巻                         |
| シーズン7  | 36  | 夏の疲れは9月後半に来るの巻                          |
| シーズン7  | 37  | 霊魂も入れたらソールドアウトの巻                     |
| シーズン7  | 38  | 巻末付録は借用書の巻                                 |
| シーズン7  | 39  | 池24はどうぶつの森の巻                               |
| シーズン7  | 40  | 成増ニトリはリゾート気分の巻                         |
| シーズン7  | 41  | 暗闇のブレアウィッチの巻                             |
| シーズン7  | 42  | 加藤さんも頑張ってるの巻                             |
| シーズン7  | 43  | 松本社長ご立腹の巻                                   |
| シーズン7  | 44  | 花のサンフランシスコに連れてっての巻                 |
| シーズン7  | 45  | コータローさんは朝ドラ、リーダーは殺虫剤の巻         |
| シーズン7  | 46  | 謎のトンファー男・Ｋの巻                             |
| シーズン7  | 47  | CAさんひざまずき事件の巻                             |
| シーズン7  | 48  | バストロイヤーでロック・オペラの巻                   |
| シーズン7  | 49  | 22年ぶりの中野サンプラザの巻                         |
| シーズン7  | 50  | 麻田事務所物語の巻                                   |
| シーズン7  | 51  | 高松ぬくもりストリートの巻                           |
| シーズン7  | 52  | 80歳でモッズパーカーの巻                             |
| シーズン7  | 53  | 50を過ぎたらパスポートは5年の巻                      |
| シーズン7  | 54  | ホルモンで完全犯罪の巻                               |
| シーズン7  | 55  | マサムネくんは鬼コーチの巻                           |
| シーズン7  | 56  | 埼玉にタルタルなしの巻                               |
| シーズン7  | 57  | モナリザを見た男はシャンシャンも見るの巻             |
| シーズン7  | 58  | 80年代は昔じゃないの巻                               |
| シーズン7  | 59  | ベガスでカジノ・ロワイヤルの巻                       |
| シーズン7  | 60  | パンダにも器量があるの巻                             |
| シーズン7  | 61  | 代表曲は「キカイダー」の巻                           |
| シーズン7  | 62  | 極楽電気毛布の巻                                     |
| シーズン7  | 63  | 義理なら要らないの巻                                 |
| シーズン7  | 64  | 江ノ島はタコで終わりの巻                             |
| シーズン7  | 65  | 俺のギターはガーナ色の巻                             |
| シーズン7  | 66  | タッチパネルにネギ抜きなしの巻                       |
| シーズン7  | 67  | ハンはチャーシューを切っていた方が似合うの巻         |
| シーズン7  | 68  | パンダTシャツはマストバイの巻                        |
| シーズン7  | 69  | 南米を震わせろ！の巻                                 |
| シーズン7  | 70  | とびっ子で米も生きるの巻                             |
| シーズン7  | 71  | 中途半端なダイエットは貧相に見えるの巻               |
| シーズン7  | 72  | いもやでデートの巻                                   |
| シーズン7  | 73  | リーダーの健康診断の巻                               |
| シーズン7  | 74  | クイーンを聴くと背が伸びるの巻                       |
| シーズン7  | 75  | MOBYがスケジュールをくれないの巻                     |
| シーズン7  | 76  | 逃走中のルパンは牛丼の夢を見るの巻                   |
| シーズン7  | 77  | DO THE DOWNLOAD FESの巻                              |
| シーズン7  | 78  | いつでもどこでも「哀愁のヨーロッパ」の巻             |
| シーズン7  | 79  | シャンシャンを見に行こうの巻                         |
| シーズン7  | 80  | 平成のジョン＆ヨーコの巻                             |
| シーズン7  | 81  | バストロイヤー オペラ化計画の巻                      |
| シーズン7  | 82  | CoCo壱コータローの巻                                 |
| シーズン7  | 83  | 住むならニュー品川の巻                               |
| シーズン7  | 84  | 新幹線は俺のコクピットの巻                           |
| シーズン7  | 85  | 逝くなら孫の顔を見てからの巻                         |
| シーズン7  | 86  | 特典は『スキニー刑事』の巻                           |
| シーズン7  | 87  | うちの監督だって負けてないの巻                       |
| シーズン7  | 88  | ファブリーズがやって来た！の巻                       |
| シーズン7  | 89  | ショッカールームに直行の巻                           |
| シーズン7  | 90  | プールでチャルメラの巻                               |
| シーズン7  | 91  | 住むなら地底の巻                                     |
| シーズン7  | 92  | 都会じゃプリンスの巻                                 |
| シーズン7  | 93  | YouTuberより先に消えるものがいっぱいあるの巻         |
| シーズン7  | 94  | ヤングマンは55年生の巻                               |
| シーズン7  | 95  | 焼けたアスファルトとスプライトの巻                   |
| シーズン7  | 96  | 大塚タクシー事件の巻                                 |
| シーズン7  | 97  | 三億円事件再燃の巻                                   |
| シーズン7  | 98  | UFOは地下からやって来るの巻                          |
| シーズン7  | 99  | 白いTシャツじゃ歓声も弱いの巻                        |
| シーズン7  | 100 | 北のがんもはノーザン・ソウルの巻                     |
| シーズン8  | 1   | CTスキャンをフェードインの巻                         |
| シーズン8  | 2   | ジョージのエフェクターは御茶ノ水の巻                 |
| シーズン8  | 3   | ブラピは来るがコータローは来ないの巻                 |
| シーズン8  | 4   | 渋滞サイン会の巻                                     |
| シーズン8  | 5   | ライバルは『ボヘミアン・ラプソディ』の巻             |
| シーズン8  | 6   | お年玉だョ！タックスマンの巻                         |
| シーズン8  | 7   | 半額でももらえりゃいいの巻                           |
| シーズン8  | 8   | ギターじゃ勝てないが映画じゃ勝てるの巻               |
| シーズン8  | 9   | リーダーはテリヤキが苦手の巻                         |
| シーズン8  | 10  | スキニー刑事は紅生姜のソムリエの巻                   |
| シーズン8  | 11  | 義理人情に厚くても保険だけは入れないの巻             |
| シーズン8  | 12  | ひとりで住むなら神奈川県の巻                         |
| シーズン8  | 13  | ラウンジでリアルゴールドの巻                         |
| シーズン8  | 14  | 電気毛布の魔術師の巻                                 |
| シーズン8  | 15  | 衣装の下は新加勢大周の巻                             |
| シーズン8  | 16  | 昭和のバンドは品川からは乗らないの巻                 |
| シーズン8  | 17  | リーダーは休んでるわけじゃないの巻                   |
| シーズン8  | 18  | 丸井に乗ってけの巻                                   |
| シーズン8  | 19  | ブリティッシュ唐揚げの巻                             |
| シーズン8  | 20  | 鼻血ジェネレーションのサイドビジネスの巻             |
| シーズン8  | 21  | ソロアルバムで1日店長の巻                            |
| シーズン8  | 22  | 夢の国のおもてなしの巻                               |
| シーズン8  | 23  | 本当の男は鉄に戻るの巻                               |
| シーズン8  | 24  | ファミマで古市セットの巻                             |
| シーズン8  | 25  | ハローカティと佐藤ひさしの巻                         |
| シーズン8  | 26  | ３つの元号をまたいだら人生も終わりの巻               |
| シーズン8  | 27  | 気分はオリビア・ニュートン・ジョンの巻               |
| シーズン8  | 28  | お父さんの涙がキラリ☆の巻                            |
| シーズン8  | 29  | 熊谷でリーダーフェアの巻                             |
| シーズン8  | 30  | 古希のロミオは困り物の巻                             |
| シーズン8  | 31  | ハンバーグは眼にいいの巻                             |
| シーズン8  | 32  | 発見！俺のギターの巻                                 |
| シーズン8  | 33  | 年をとるとすべてにおいて手が抜けないの巻             |
| シーズン8  | 34  | 熱いぞ！加藤ひさしエキシビションの巻                 |
| シーズン8  | 35  | リーダーはファイテンマンの巻                         |
| シーズン8  | 36  | キャベツの芯を食う男の巻                             |
| シーズン8  | 37  | ソロツアーはとろろツアーの巻                         |
| シーズン8  | 38  | 同伴喫茶にサツは踏み込まないの巻                     |
| シーズン8  | 39  | 雷はサーファーのペンダントに落ちるの巻               |
| シーズン8  | 40  | エルトンの小遣いは1千万円の巻                        |
| シーズン8  | 41  | Cのキャリーバッグはまたげないの巻                    |
| シーズン8  | 42  | 夏目雅子はクッキーフェイスの巻                       |
| シーズン8  | 43  | スピッツさんとはつながっていたいの巻                 |
| シーズン8  | 44  | 海パンは自転車で乾かせの巻                           |
| シーズン8  | 45  | ベンチャーズは和式だらけの巻                         |
| シーズン8  | 46  | ハイエースに土下座した男の巻                         |
| シーズン8  | 47  | 紅生姜はトングで0.5回の巻                            |
| シーズン8  | 48  | 楽屋の天むすは切なさでいっぱいの巻                   |
| シーズン8  | 49  | ウハウハコレクターズの巻                             |
| シーズン8  | 50  | 小倉の罰金ホテルの巻                                 |
| シーズン8  | 51  | 昭和のタクシーは幽霊を乗せているの巻                 |
| シーズン8  | 52  | 体力消耗ソングを勝手にランキングの巻                 |
| シーズン8  | 53  | コレクターズには説明が必要！の巻                     |
| シーズン8  | 54  | 沿道の応援がないとゴールできないの巻                 |
| シーズン8  | 55  | 昭和のテクニックの巻                                 |
| シーズン8  | 56  | ベンツは走るひげ剃りの巻                             |
| シーズン8  | 57  | バンドの未来はダフ屋に聞け！の巻                     |
| シーズン8  | 58  | 最後の言葉はDO THE DOWNLOAD！の巻                    |
| シーズン8  | 59  | イカ天が喉の潤滑油の巻                               |
| シーズン8  | 60  | 納豆棒はジミー・ペイジもびっくりの巻                 |
| シーズン8  | 61  | お正月だヨ！ビザールメンの巻                         |
| シーズン8  | 62  | ウイルスは夜中にやって来るの巻                       |
| シーズン8  | 63  | 置いてった歯ブラシとCDは捨てなさいの巻               |
| シーズン8  | 64  | IKEBUSはマジック・バスの巻                           |
| シーズン8  | 65  | うちの犬はWHOが好きの巻                              |
| シーズン8  | 66  | あっさりお兄さんの巻                                 |
| シーズン8  | 67  | 冷房の33度は冷たい風しか来ないの巻                   |
| シーズン8  | 68  | あいつらは大宮を越えられないの巻                     |
| シーズン8  | 69  | 殺し文句は“C”の巻                                    |
| シーズン8  | 70  | 俺たちが求めていた心霊写真の巻                       |
| シーズン8  | 71  | ネバダルだけは捨てられないの巻                       |
| シーズン8  | 72  | 宗清さんの金言の巻                                   |
| シーズン8  | 73  | レベル2に負けた男の巻                                |
| シーズン8  | 74  | ジーパン禁止令の巻                                   |
| シーズン8  | 75  | ブツは店の奥の巻                                     |
| シーズン8  | 76  | 炭酸とWi-Fiは強い方がいいの巻                        |
| シーズン8  | 77  | コロナが怖い年頃の巻                                 |
| シーズン8  | 78  | まんじゅう論争の巻                                   |
| シーズン8  | 79  | ナポリタンの男の巻                                   |
| シーズン8  | 80  | ジェフ・リンはコロナをわかっていたの巻               |
| シーズン8  | 81  | こんなときにはオジー・オズボーンの巻                 |
| シーズン8  | 82  | ジェットで生姜の巻                                   |
| シーズン8  | 83  | 昆虫採集セットでグレートハンティングの巻             |
| シーズン8  | 84  | LABIでくねるようじゃ素人の巻                         |
| シーズン8  | 85  | 埼玉では給食に前のめりの巻                           |
| シーズン8  | 86  | 目白は生まれたときから洋式の巻                       |
| シーズン8  | 87  | 古市コータローはファミリーツリーのトップの巻         |
| シーズン8  | 88  | 一本橋を封鎖せよ！の巻                               |
| シーズン8  | 89  | 冷やし中華と扇風機とジャイアントロボの巻             |
| シーズン8  | 90  | 一本橋を走りきれ！の巻                               |
| シーズン8  | 91  | 昭和の刑事は監視カメラより張り込みの巻               |
| シーズン8  | 92  | 納車の日はいつも晴天の巻                             |
| シーズン8  | 93  | 「ムショ帰りの健」は無敵の巻                         |
| シーズン8  | 94  | ワインカラーのクラブマンの巻                         |
| シーズン8  | 95  | ホルどんを決めろ！の巻                               |
| シーズン8  | 96  | グッバイとしまえんの巻                               |
| シーズン8  | 97  | 池袋警察事情の巻                                     |
| シーズン8  | 98  | ソフトバンク キャッシュバック事件の巻                |
| シーズン8  | 99  | 宇宙世代は無重力に弱いの巻                           |
| シーズン8  | 100 | 8千円でYouTuberクビの巻                              |
| シーズン8  | 101 | 無駄に知り合いをつくると挨拶が面倒臭いの巻           |
| シーズン8  | 102 | Vespaは急には止まれないの巻                          |
| シーズン8  | 103 | 寒がりコーちゃんは起きてる時も電気毛布の巻           |
| シーズン8  | 104 | JAWS3Dは秘密の番号の巻                               |
| シーズン8  | 105 | 板橋でオールロケの巻                                 |
| シーズン9  | 1   | 夜の錆落としは夜の爪切りと同じの巻                   |
| シーズン9  | 2   | ロケットギターを探せ！の巻                           |
| シーズン9  | 3   | 叱られ上手の加藤さんの巻                             |
| シーズン9  | 4   | ワークマンvsユニクロvsしまむらの巻                   |
| シーズン9  | 5   | ワークマンは赤城おろしを知っているの巻               |
| シーズン9  | 6   | 青山の美人は練馬からやってくるの巻                   |
| シーズン9  | 7   | 魔術師コータローのブードゥーマジックの巻             |
| シーズン9  | 8   | ワウ師コータローの巻                                 |
| シーズン9  | 9   | ブリティッシュ唐揚げはもはや手遅れの巻               |
| シーズン9  | 10  | 昔の新宿はフィル・スペクターでいっぱいの巻           |
| シーズン9  | 11  | ロッドに再会の巻                                     |
| シーズン9  | 12  | 印刷屋さんは乗馬倶楽部の巻                           |
| シーズン9  | 13  | レタスはビル・ワイマンの巻                           |
| シーズン9  | 14  | 昭和暇人伝の巻                                       |
| シーズン9  | 15  | 不動の滝はツチノコ・ムードの巻                       |
| シーズン9  | 16  | おじいちゃんは自然に弱いの巻                         |
| シーズン9  | 17  | 後頭部で美味さを語れの巻                             |
| シーズン9  | 18  | ロック界のつけ麺大王の巻                             |
| シーズン9  | 19  | 味噌汁を料理と言うようじゃ駄目の巻                   |
| シーズン9  | 20  | 魔の3秒でフルモデルチェンジの巻                      |
| シーズン9  | 21  | バストロイヤーステッカー3倍キャンペーンの巻          |
| シーズン9  | 22  | ジングルは村さ来フィーリングの巻                     |
| シーズン9  | 23  | のり弁はきんぴらごぼうが命の巻                       |
| シーズン9  | 24  | 謎の円盤を追え！の巻                                 |
| シーズン9  | 25  | ボンネットに松田聖子の巻                             |
| シーズン9  | 26  | サーカス教習所の巻                                   |
| シーズン9  | 27  | クルマもカツラも高いものはいいの巻                   |
| シーズン9  | 28  | 指揮者になりたいの巻                                 |
| シーズン9  | 29  | 埼玉のスウェーデンの巻                               |
| シーズン9  | 30  | 大型教習残酷物語の巻                                 |
| シーズン9  | 31  | ドンキにはいいカップルがいるの巻                     |
| シーズン9  | 32  | 麻田さんかディアゴスティーニかの巻                   |
| シーズン9  | 33  | 俺の野音は3曲目からの巻                              |
| シーズン9  | 34  | 周年を語っていいのは休んだことがないバンドの巻       |
| シーズン9  | 35  | いつも心にエマニュエルの巻                           |
| シーズン9  | 36  | 金が余ったら近所にガレージの巻                       |
| シーズン9  | 37  | ミクスチャーで成功したのはライスバーガーだけの巻     |
| シーズン9  | 38  | 50年後へコールドスリープの巻                         |
| シーズン9  | 39  | コータローのぼっちキャンプの巻                       |
| シーズン9  | 40  | コータローと霧ヶ峰には勝てないの巻                   |
| シーズン9  | 41  | ストーンズの余裕にはかなわないの巻                   |
| シーズン9  | 42  | ガソリン車が終わったら俺たちの時代も終わりの巻       |
| シーズン9  | 43  | 暗闇からゆで卵の巻                                   |
| シーズン9  | 44  | まさが狙えばバイクは終わりの巻                       |
| シーズン9  | 45  | 孫に頼まれキティちゃんの巻                           |
| シーズン9  | 46  | 決定！2度めの日本武道館の巻                          |
| シーズン9  | 47  | 罰金センター物語の巻                                 |
| シーズン9  | 48  | 癖ありエンジニアの巻                                 |
| シーズン9  | 49  | 俺たちのジェームズ・ボンドの巻                       |
| シーズン9  | 50  | 俺たち、がきデカ世代の巻                             |
| シーズン9  | 51  | リハ終わりで笑顔なのはコレクターズだけの巻           |
| シーズン9  | 52  | ビバで買いまショウの巻                               |
| シーズン9  | 53  | 薄暗い武道館はよくないの巻                           |
| シーズン9  | 54  | リンゴの優しさに包まれたいの巻                       |
| シーズン9  | 55  | ショッカーとして生きろ！の巻                         |
| シーズン9  | 56  | 本気かどうかは壺漬け次第の巻                         |
| シーズン9  | 57  | 無重力は風呂で十分の巻                               |
| シーズン9  | 58  | 最終学歴はやきとり大学の巻                           |
| シーズン9  | 59  | 暮れのクレーム祭りの巻                               |
| シーズン9  | 60  | ジーパンは切手と同じの巻                             |
| シーズン9  | 61  | ライブのギャラも取っ払いのうちはアマチュアの巻       |
| シーズン9  | 62  | 魔法使いシリーちゃんの巻                             |
| シーズン9  | 63  | 俺の東北の旅は上野で終わりの巻                       |
| シーズン9  | 64  | 色つきの女でいてくれよの巻                           |
| シーズン9  | 65  | 焼きそばの味は湯切りで決まるの巻                     |
| シーズン9  | 66  | マスプロアンテナは昭和のハイテクの巻                 |
| シーズン9  | 67  | ルーフトップは2階が限界の巻                          |
| シーズン9  | 68  | 庭の湯でオロポを決めるの巻                           |
| シーズン9  | 69  | 日曜日は日本武道館の巻                               |
| シーズン9  | 70  | 2度目の武道館大成功の巻                              |
| シーズン9  | 71  | 武道館の足場がオレを安心させるの巻                   |
| シーズン9  | 72  | メシでも食って気分を変えろ！の巻                     |
| シーズン9  | 73  | 求心、仁丹、正露丸の巻                               |
| シーズン9  | 74  | ガストのロボットはカツ丼と未来を運ぶの巻             |
| シーズン9  | 75  | “紫の炎” はお値段お高めの巻                          |
| シーズン9  | 76  | 膝と腰にはJAWSが一番の巻                             |
| シーズン9  | 77  | 埼玉はコータローくんに任せたの巻                     |
| シーズン9  | 78  | ラージノーズグレイは未来型ペッパー君の巻             |
| シーズン9  | 79  | 自由席飛び乗り司令の巻                               |
| シーズン9  | 80  | レコード世代はギターソロを飛ばせないの巻             |
| シーズン9  | 81  | 還暦の壁は想像以上に厚いの巻                         |
| シーズン9  | 82  | スペシウム光線で2千円、NICK! NICK! NICK!で6千円の巻  |
| シーズン9  | 83  | 女王陛下のマーマレードの巻                           |
| シーズン9  | 84  | ユリ・ゲラーからのメッセージの巻                     |
| シーズン9  | 85  | 練馬車検物語の巻                                     |
| シーズン9  | 86  | 土曜日の冷やし中華の巻                               |
| シーズン9  | 87  | 秩父レイニー・ウェイの巻                             |
| シーズン9  | 88  | 不良番長とクリント・イーストウッドのサングラスの巻   |
| シーズン9  | 89  | ようこそ豊洲PITへの巻                                |
| シーズン9  | 90  | 煙たいのも旨味のひとつの巻                           |
| シーズン9  | 91  | バイクを買うなら古市モータースの巻                   |
| シーズン9  | 92  | 大黒屋でインストアイベントの巻                       |
| シーズン9  | 93  | 恋人試験は65点の巻                                   |
| シーズン9  | 94  | 清水町はオレたちのリヴァプールの巻                   |
| シーズン9  | 95  | 小さなイングランドを守りたいの巻                     |
| シーズン9  | 96  | 非常事態勃発！の巻                                   |
| シーズン9  | 97  | 行列はラーメン屋の10分が限界の巻                     |
| シーズン9  | 98  | 板橋と練馬の時代がやってきた！の巻                   |
| シーズン9  | 99  | スピッツの差し入れはいちいち美味いの巻               |
| シーズン9  | 100 | 白バイは一切まけてくれないの巻                       |
| シーズン9  | 101 | ロックと模型飛行機と受験勉強の巻                     |
| シーズン9  | 102 | “コータローくん”と“業者の人”の巻                     |
| シーズン9  | 103 | 田舎でコレクターズナイトの巻                         |
| シーズン9  | 104 | 加藤さん、毎日お風呂入ってるよの巻                   |
| シーズン9  | 105 | 昭和のパーマはかけたら最後の巻                       |
| シーズン10 | 1   | 牛丼とラーメンは現金で払いたいの巻                   |
| シーズン10 | 2   | 旅は ぱぱす から始まるの巻                           |
| シーズン10 | 3   | スタンプラリーでスニーカーがドリフトの巻             |
| シーズン10 | 4   | 謎の氷結レディの巻                                   |
| シーズン10 | 5   | 70年代はUFOの時代の巻                                |
| シーズン10 | 6   | 譜面は腹巻きと同じの巻                               |
| シーズン10 | 7   | ALFEEをロックオンの巻                                |
| シーズン10 | 8   | バッド・カンパニーからオーラは出ないの巻             |
| シーズン10 | 9   | ロックンロールのEmは寂しくないの巻                   |
| シーズン10 | 10  | ブラスバンドで“パレードを追いかけて”の巻             |
| シーズン10 | 11  | 日帰り大脱走の巻                                     |
| シーズン10 | 12  | ネギと確定申告が春を呼ぶの巻                         |
| シーズン10 | 13  | 生まれ変わりは早い者勝ちの巻                         |
| シーズン10 | 14  | タコの刺身でケニーが逃亡の巻                         |
| シーズン10 | 15  | Tシャツで物語を語るようになったらもうジジイの巻      |
| シーズン10 | 16  | 結成！ピヨからトリオの巻                             |
| シーズン10 | 17  | 紙パンツでライブの巻                                 |
| シーズン10 | 18  | カフェじゃ恥ずかしくて食えないの巻                   |
| シーズン10 | 19  | 板橋ピカデリーサーカスでモーニング・グローリーの巻   |
| シーズン10 | 20  | 3億円事件とシン・仮面ライダーの巻                    |
| シーズン10 | 21  | 決定！カラアゲニストの巻                             |
| シーズン10 | 22  | 30を超えるとアプリは似合わないの巻                   |
| シーズン10 | 23  | 渋谷系の王者もライブ中に指をつるの巻                 |
| シーズン10 | 24  | ギターの神様は音色が違うの巻                         |
| シーズン10 | 25  | UFOが飛んで来た！の巻                                |
| シーズン10 | 26  | ウンモ星人は王貞治が好きの巻                         |
| シーズン10 | 27  | フランス帰りはスカーフをまいているの巻               |
| シーズン10 | 28  | 三人に一人はニルヴァーナの巻                         |
| シーズン10 | 29  | ブリット・ポップが動き出す!?の巻                     |
| シーズン10 | 30  | 弁当がバンドのスケールを語るの巻                     |
| シーズン10 | 31  | 昭和の身体は6度4分の巻                               |
| シーズン10 | 32  | 東京ドームの1曲目は!?の巻                            |
| シーズン10 | 33  | 動き出したブラバンの巻                               |
| シーズン10 | 34  | お餅はゴッドファーザーに効くの巻                     |
| シーズン10 | 35  | 何もやってないように見えてやってるの巻               |
| シーズン10 | 36  | バットマンはモッズバンドが通る道の巻                 |
| シーズン10 | 37  | 身体も100％使えば壊れるの巻                          |
| シーズン10 | 38  | 幽霊の季節は物価高の巻                               |
| シーズン10 | 39  | 冷えてるコーラは無敵の巻                             |
| シーズン10 | 40  | オレたちが求めてるのは犯人と火星人の巻               |
| シーズン10 | 41  | 幽霊はTPOをわきまえないの巻                          |
| シーズン10 | 42  | パレードを追いかけて甲子園へ行こう!?の巻             |
| シーズン10 | 43  | 昭和のバンドは生放送には出られないの巻               |
| シーズン10 | 44  | お茶は伯爵、ランチはタカセの巻                       |
| シーズン10 | 45  | 次のアルバムは刑事の歌ばかり!?の巻                   |
| シーズン10 | 46  | ベテランがいないと土手も燃えるの巻                   |
| シーズン10 | 47  | 虹色ジャケットで中学生のハートを掴め！の巻           |
| シーズン10 | 48  | JEFFは加工肉が好きの巻                               |
| シーズン10 | 49  | 空き瓶で億万長者気分の巻                             |
| シーズン10 | 50  | オレたちもタイムトラベラーの巻                       |
| シーズン10 | 51  | 60年代のバンドにはかなわないの巻                     |
| シーズン10 | 52  | 悩みのタネは「埼玉と私」の巻                         |
| シーズン10 | 53  | 本日、63歳になりましたの巻                           |
| シーズン10 | 54  | サブスクの世界で生きろ！の巻                         |
| シーズン10 | 55  | 悪霊だって年をとるの巻                               |
| シーズン10 | 56  | 元祖はロンタイの巻                                   |
| シーズン10 | 57  | 物販は「肉! 肉! 肉!」の巻                            |
| シーズン10 | 58  | 頂きコーちゃんの巻                                   |
| シーズン10 | 59  | 高校生はきびしいよの巻                               |
| シーズン10 | 60  | 熊野町交差点24時の巻                                 |
| シーズン10 | 61  | これからはガラの時代だよの巻                         |
| シーズン10 | 62  | よせばいいのに の巻                                  |
| シーズン10 | 63  | 衝撃！21世紀の給食の巻                               |
| シーズン10 | 64  | とにかくネバダルの巻                                 |
| シーズン10 | 65  | 子供はダダで怖さを知るの巻                           |
| シーズン10 | 66  | 『AMAZING STREET』をもう一度の巻                     |
| シーズン10 | 67  | MOBYからの手紙の巻                                   |
| シーズン10 | 68  | 東はゲストで西は地元の巻                             |
| シーズン10 | 69  | 刑事くんはネオモッズの巻                             |
| シーズン10 | 70  | 商談のあとは迷わずくるまやの巻                       |
| シーズン10 | 71  | ガムで出入り禁止の巻                                 |
| シーズン10 | 72  | 五分刈は軍隊、九分はスペシャルズの巻                 |
| シーズン10 | 73  | 美味いものは高崎から南下するの巻                     |
| シーズン10 | 74  | 野音は晴れたら勝ちの巻                               |
| シーズン10 | 75  | オレの耳は柴犬のお尻の穴と同じの巻                   |
| シーズン10 | 76  | キャラ変しないのはグリコのおじさんだけの巻           |
| シーズン10 | 77  | 野音、ARABAKI、伊達直人の巻                          |
| シーズン10 | 78  | S-VHSとメタルテープを信じてたの巻                    |
| シーズン10 | 79  | 昔の猫は真空管の温もりを知っていたの巻               |
| シーズン10 | 80  | 犬もMILLION CROSSROADS ROCKだよの巻                  |
| シーズン10 | 81  | 近田春夫の金言の巻                                   |
| シーズン10 | 82  | ロックスターは年をとるとおばさん化するの巻           |
| シーズン10 | 83  | モッズはかっこよくないと駄目なのか？の巻             |
| シーズン10 | 84  | フレンチで来てよ！の巻                               |
| シーズン10 | 85  | 満洲カードでお支払いの巻                             |
| シーズン10 | 86  | TOTOの「ロンドン・コーリング」は響かないの巻         |
| シーズン10 | 87  | ブルース・リー対エマニエル夫人の巻                   |
| シーズン10 | 88  | ところてんはモーターヘッドの巻                       |
| シーズン10 | 89  | ハラペーニョはピーマンの煮浸しではないの巻           |
| シーズン10 | 90  | 東京のお父さんはカブが似合うの巻                     |
| シーズン10 | 91  | 三国峠の手前で夜明けを待つの巻                       |
| シーズン10 | 92  | 田村正和を探せ！の巻                                 |
| シーズン10 | 93  | ファーストアルバムの裏話の巻                         |
| シーズン10 | 94  | 猫派のオレも思わず降参の巻                           |
| シーズン10 | 95  | 配膳ロボットをロボットとは呼びたくないの巻           |
| シーズン10 | 96  | バイクが鉄に戻る瞬間の巻                             |
| シーズン10 | 97  | あの頃の牛はキングの巻                               |
| シーズン10 | 98  | 舞台監督もびっくりの巻                               |
| シーズン10 | 99  | 三田線で東京気分の巻                                 |
| シーズン10 | 100 | 考え直していただけませんか？の巻                     |
| シーズン10 | 101 | 結婚式と税金は大人への第一歩の巻                     |
| シーズン10 | 102 | 池袋交差点24時の巻                                   |

## オープニング
近年は無い場合も多いが、番組の出囃子として寸劇が流れる。
初期はダイノジ、旺福（WONFU / ワンフー）が担当。他にも、スピッツ、近藤サト、あおい洋一郎、メロン記念日、GOING UNDER GROUND、リスナー（P）など、色々なバージョンが存在する。
- 内容
人物A「もう少し飲む？」
人物B「終電間に合うの？」
人物A「いやまだあるから大丈夫だよ。もうちょっとだけ、ね、ちょっとだけ行こうよ。」
人物B「そうやっていつもさー、朝まで付き合わされるんだからさあ。『いや、今日は帰る！』って、はっきり言えたらいいんだけど、ね。」
人物A「人生なんて、ずっとミリオンクロスロードだよ。」
人物B「だよな。じゃ、行ってみようか！」
「池袋交差点24時！」

## 会話に登場する人物など
- ベンベ
コータローが小学生時代に描いていた漫画に登場する、イカのようなキャラクター。下水道から拾われてきた。そこにいるだけで何もしない。
- バストロイヤー
コータロー作のキャラクター。本名・奥村花代。覆面をかぶった普通の主婦。ステッカー化もされており、当番組にメールを送り、それが番組内で紹介されることで送られてくる幻のアイテム。
- エクトプラズム坊や
コータロー作のキャラクター。口からエクトプラズムを吐き出している。
- ツッタ
コータローの友人。自称、高所大好き症。実家は肉屋。コータローとのコンビネーションは、あたかもスタスキー&ハッチのようだったという。この番組内ではよく話題に上がる、重要人物の一人。
- 印刷屋（オオフチ）
コータローの友人。上福岡から引っ越してきた[2]。池袋の小料理屋の女性からラブレターをもらう。元パチプロ。哀愁のフラワー風呂を予約した[3]。コータロー曰く、この番組において『おそ松くん』で言えばイヤミ的存在。
- タキザワ
コータローの友人。1978年夏、14歳のサマーブリーズの同行者。
- キヨシ
コータローの友人。キヨシ三段活用の使い手。
- ヒロ
コータローの友人。『あんまん事件』で有名。
- カワナベくん
コータローの友人。『たこ焼き事件』で有名。
- 某ハンバーガー屋の店長
コータローの友人。番組での登場回数は少ないものの、印象深いエピソードが多い。
- ヤガイ
コータローの友人。自宅でコータローと夫婦ごっこを行う。事の最中、妹の突然の乱入により大慌てとなる。
- ホシノ
コータローの友人。コータローは夏に彼の家でお化け屋敷ごっこをした。
- タカノ
コータローの友人。コータローは彼の家でもお化け屋敷ごっこをした。
- ヒロサワくん
コータローの友人。クリント・イーストウッドマニアで、学生服の中にモデルガンを常に忍ばせていた。なぜか野口五郎マニアでもあった。
- ヤマグチくん
コータローの小学校時代の友人。おでんの食べ方において『ヤマグチスタイル』を考案する。
- てっちゃん・たっちゃん
コータローの小学校時代の同級生。双子。兄貴のお下がりの体操着を着ていた。
- ミツル
コータローの岩手時代の友人。大阪に行く新幹線に、コータローをむりやり連れ込む。
- ウチダ
新興宗教の事務所で催眠にかかり、くるくる踊る所をコータローに目撃される。
- タキノスケ
コータローの親戚の古市滝之助氏。米で作ったウィスキー『ライスキー』を考案した。
- アウト
コータローの少年時代、目白でラーメン屋台を営んでいた熟年男性。
- ケヅカ（KEZKA）
コータローの少年時代、喫茶店のスペースインベーダーで常に1位だった凄腕ゲーマー。
- ナカムラ先生
コータローが小学一年生の時の先生。ファラ・フォーセット似で、とてもマブかった。
- ルミちゃん
コータローが17、18歳頃、石井くんのお姉さんが楽器屋によく遊びに来ていた。彼女の独特な話し方からヒントを得て、ギターのワウペダルで『ルミちゃん奏法』を編み出した。
- コエマ
コータローの友人。全身にやたらとシーブリーズを塗っていた。
- ミドル
コータローが働いていたコンビニに、毎晩閉店間際にジュースを飲みに来ていた酔っ払い。
- ロッド
コータローが通っているジムにいた熟女。声がハスキーのため、ロッド・スチュワートから命名された。その仲間はW3（ワンダースリー）。
- ジャック・ニコルソン
上記のW3（ワンダースリー）と仲が良い、ジムにいた男性。
- ラノビ
コータローが中華屋で会った男性。ビールを飲みながらラーメンを食べており、麺がいつも伸びている事からこの名前がついた。
- タニムラさん
コータローが飲み屋で会った男性。谷村新司に激似なことからこの名前がついた。
- チースきじま
コータローの飲み仲間。いつも耳に予備のタバコを常備している男性。
- ガオチャンスー
コータローの飲み仲間。リーダーにフグを送ってくれた。医者。
- イノウエ
リーダーの友人。リーダーと同じ大学を受けに行き、合否の結果をリーダーに電話で伝える。自身は不合格。
- オカベ先生
リーダーの高校時代の国語の先生。太田裕美似で、全ての生徒の憧れだったという。
- イシダ
リーダーの高校時代の同級生。身長198cmの大男。『林間学校にてイシダを目印にして遭難事件』、『イシダに貸したラバー・ソウル事件』など、印象深いエピソードの持ち主。
- ナカムラ
リーダーの高校時代の同級生。 通称サアモ。これは文化祭の出し物ライブにゲリラ的に登場し、「さあもう一曲」と言おうとしたところ、途中でマイクを切られたことに由来。実家は自動車教習所。
- タキタ君
リーダーの古くからの友人。現在はリーダーとコータローの顧問税理士。小柄。あだ名はロボット刑事K。
- オペチ高橋（元 高橋店長）
渋谷クアトロの元店長。現オペレーションチーフ。昔はLOFTのサラダ屋の店長だった。
- さっちゃんパパ
コロムビアの社員。娘が童謡『さっちゃん』をブルージーに歌い上げる事からこのあだ名がついた。
- キョウゴクさん
音楽業界一の刑事（デカ）。怖い。
- ヤマムラさん
音楽業界の第二刑事（デカ）。おしゃれ。
- 服部さん
The Collectorsの元担当ディレクター。キャバクラでの席上、気に入った女性にアプローチをした際、結婚指輪をしていることを女性に指摘され、指輪を外して飲み込む。また、雨の日に久しぶりに履いた革靴に水が染み込み、喫茶店での休憩中にソールが取れる。会計後、店を出る際、店員に「忘れ物です」とソールを返却されたことでも有名。
- アサダさん
麻田浩氏。コレクターズが最初に所属していた『麻田事務所』の元社長。『とろろ事件』で有名。携帯電話普及当初、重要な話を携帯で話しながら高速道路を走行中、トンネルに差し掛かると「あー、トンネル〜！」とだけ言い残し通話が切断される。
- 松本社長
株式会社ワンダーガール代表取締役の松本俊之氏。
- 朝妻会長
朝妻一郎氏。フジパシフィックミュージック、Fuji Music Group, Inc.代表取締役会長、日本音楽出版社協会顧問（元会長）。
- かどやん
某音楽事務所の社長。頭髪についての話題が多い。
- イカちゃん
新宿レッドクロス店長の猪狩剛敏氏。
- みやじい
八木橋百貨店の宮地豊氏。コレクターズのライブに行く八木橋バスツアーを企画したり、二人にとても良くしてくれている。『俺には、水沢アキがいる！』は名言。
- ハタ坊
コレクターズのローディー。二人が一人前に育て上げた。
- スーさん
コレクターズのローディー。消費者金融から借りたお金の返済に苦労した事がある。
- イケベック
コータローが中学生の頃に池袋のイケベ楽器にいた、ジェフ・ベックに似た店員。
- 某大学の教授
二人が東十条のもつ焼き屋で出会った紳士。『（奥さんを）愛してるというよりは、気にいっちょる』と語った。
- ピーチ太郎
大阪のタクシー運転手。ピチカートファイブのファン。二人に自作のCDを渡した。
- ホクロ毛
池袋の居酒屋の外国人店員。ホクロから毛が10cmほど生えていた。
- 半ケツ生だこダブル
池袋の回転寿司店において、臀部を半分露出しながら食事に勤しむ人物。常に生だこを2皿づつオーダーすることからこの名が命名される。
- 語り少年
いつも寿司屋に一人で来店し、マグロ一貫で30分くらい語り続けていた少年。
- ニメガイ
1970年代、目白にある外人村（徳川ビレッジ？）に居住していた推定身長2メートルの外国人。名称は2メートル外人を略したものに由来。コータローはじめ、目白小学校の生徒との間で戦争を起こす。
- ジョン・タイター
2000年にインターネット上に現れた、2036年からやってきたタイムトラベラーを自称する男性。
- ウンモ星人
ウンモ星から来た宇宙人。宇宙船には「王」に似た模様が刻まれていた。

## 会話に登場するミュージシャン
見出しは番組内で二人が主に使っている呼び名である。
- かずおちゃん
すかんちのROLLY氏。名前のイントネーションに注意。
- ひろしちゃん
ヒートウェイヴのボーカルの山口洋氏。この番組が『生きがい』という、重度のP。
- タマちゃん
ザ・コレクターズの元ドラムのリンゴ田巻氏。
- Qちゃん
ザ・コレクターズの元ドラムの阿部耕作氏。
- コージ
ザ・コレクターズのドラムの古沢 'cozi' 岳之氏。
- チョーキー
ザ・コレクターズの元ベースのチョーキーとしはる氏。
- オリくん
ザ・コレクターズの元ベースの小里誠氏。
- ジェフ
ザ・コレクターズのベースの山森 JEFF 正之氏。
- アキマさん
マルコシアス・バンプのボーカルの秋間経夫氏。千駄ヶ谷のホープ軒において、背脂多めのラーメンを食べたいコータローに「背脂厳しめって言わないと少ないよ。厳しめだよ」と、オーダーに際してのアドバイスを送る。
- ハル
Theピーズのボーカルの大木温之氏。
- さわお
the pillowsのボーカルの山中さわお氏。彼は二人の心の支えとのこと。
- マサムネくん
スピッツさんのボーカルの草野マサムネ氏。二人はいつも彼の優しい微笑みに癒されているという。
- タムラくん
スピッツさんのベースの田村明浩氏。この番組が心の拠り所という、重度のP。
- コニシくん
元ピチカート・ファイヴの小西康陽氏。『"聴き"が足りないよ！』の名言で有名。
- マキちゃん
元ピチカート・ファイヴの野宮真貴氏。かつてリーダーとデュエットしていた。
- タジマくん
Original Loveのボーカルの田島貴男氏。
- マーちゃん
元THE BLUE HEARTS、現ザ・クロマニヨンズの真島昌利氏。
- ヒロト
元THE BLUE HEARTS、現ザ・クロマニヨンズの甲本ヒロト氏。
- マシロ
ヒックスヴィルのボーカルの真城めぐみ氏。食についての話題が多い。
- コグレくん
ヒックスヴィルのギターの木暮晋也氏。
- ナカモリさん
ヒックスヴィルのギターの中森泰弘氏。
- カタヨセ
GREAT3のボーカルの片寄明人氏。リーダーとは古くからの友人。
- アイゴン
音楽プロデューサーの會田茂一氏。コータローの元付き人。
- マスコ
怒髪天のボーカルの増子直純氏。リーダーにこまめにメールしてくれる優しい人物。
- トモヤス
怒髪天のギターの上原子友康氏。
- マエさん
フラワーカンパニーズのベースのグレートマエカワ氏。
- タケヤスくん
フラワーカンパニーズのギターの竹安堅一氏。
- あっちゃん
ニューロティカのボーカルのATSUSHI氏。
- キュウ
元THEE MICHELLE GUN ELEPHANT、現The Birthdayのドラムのクハラカズユキ氏。コータローカレー皿を割った時には泣いたという。
- ウエノ
元THEE MICHELLE GUN ELEPHANT、現the HIATUS等のベースのウエノコウジ氏。コータローとは一緒にツアーに出るほど仲が良い。
- チバ
元THEE MICHELLE GUN ELEPHANT、現The Birthdayのボーカルのチバユウスケ氏。『（いい意味で）"ヤバい"って言葉を使い始めたの、絶対コータローさんだよ！』と力説した事がある。
- ソウ
GOING UNDER GROUNDのボーカルの松本素生氏。コレクターズ関連のイベントで司会を務めるほど仲が良い。番組をわざと2回ほど聴かずに溜めておき、新幹線に乗った時にまとめて聴くのを楽しみにしている。
- ナカザワ
GOING UNDER GROUNDのギターの中澤寛規氏。
- イシハラ
GOING UNDER GROUNDのベースの石原聡氏。
- トシロウ
BRAHMANのボーカルのTOSHI-LOW氏。
- ベンジー
元BLANKEY JET CITYの浅井健一氏。リーダーと対談した事がある。
- ヤマグチ
サンボマスターのボーカルの山口隆氏。ミスター三田線。
- ミネタ
銀杏BOYZのボーカルの峯田和伸氏。
- ソカベ
サニーデイ・サービスの曽我部恵一氏。
- ユウタロウ
元The SALOVERS、THE 2のボーカルの古舘佑太郎氏。『下赤塚ラーメン事件』に居合わせた。
- ナオキ
SAのギターのNAOKI氏。
- MAGUMI
レピッシュのボーカルの福田耕一氏。DJイベントで、車のエンジン音だけがひたすら流れるレコードをかける。その際、ギャルに「（こんなサウンドじゃ）踊れない〜」とブーイングを浴びるも、「踊っていいって、誰が言った！」と一喝し、返り討ちにした。
- ジンさん
SALON MUSICの吉田仁氏。コレクターズのプロデュースをしていた。
- シンちゃん
元SMILEの浅田信一氏。
- ギンジさん
伊藤銀次（本名：伊藤一利（いとうかずとし））氏。シンガーソングライター、アレンジャー、音楽プロデューサー、ギタリスト。
- ハナダくん
ルースターズの花田裕之氏。
- ハヤシさん
スターダストレビューの林“VOH”紀勝氏。リーダーの高校の先輩。
- フミヤくん
元チェッカーズの藤井フミヤ氏。とても優しい。彼のファンに悪い人はいない。
- ホテイさん
元BOØWYの布袋寅泰氏。リーダーと出身地が近いため、すぐに意気投合した。
- ヨンスくん
Suchmosの河西洋介氏。コータローとのTwitter上でのやりとりで、『Pです！』と衝撃のカミングアウトをした。
- ちゃんまい
ベッド・インの中尊寺まい氏。コータロー作のキャラクター『バストロイヤー』のコスプレを披露するほどの重度のP。
- マリオ
宮城マリオ氏。エアギタリスト。ライブでマジックを披露してくれた事がある。
- コマドリさん
双子デュオ歌手のこまどり姉妹氏。
- ユキヒロさん
元YMOなどの高橋幸宏氏。『46歳から（身体が）ガクッとくるよ』と二人に助言してくれた。
- チュウさん
シンガーソングライターの小坂忠氏。言うまでもなく日本音楽界の重鎮だが、リーダーが初対面でハイタッチをするという大失態をおかした事がある。
- 芸術バンド ピカソ
16歳の頃にコータローが組んでいたバンド。メンバーはコータロー（ギター）、ケイジくん（ボーカル）、アサヌマくん（ベース）、イシイくん（ドラム）。キャッチフレーズは『お花のように』。
- KOTARO AND THE BIZARRE MEN
昭和の国産エレキギター（テスコ）をかき鳴らす粋なロックバンド「コータロー＆ザ・ビザールメン」。番組中では、しばしば『コータローなんとかバンド』『コータローホニャララバンド』『コータローピザーラマン』などとぼかされる。メンバーはコータロー、リーダー、オカモト"MOBY"タクヤ（Scoobie Do）、キタシンイチ（The JFK）。
- シャオミン
旺福（ワンフー）のボーカルの小民氏。リーダーと仲が良く、しばしば交流している。
- ツイギー
旺福（ワンフー）のベースの推機（Twiggy）氏。オープニングの出囃子の声は彼女によるものである。
- マミちゃん
旺福（ワンフー）のギターの瑪靡（Mami）氏。オープニングの出囃子の声は彼女によるものである。
- ドゥーピ—
旺福（ワンフー）のドラムの肚皮氏。
- デーモン
ブラーのボーカルのデーモン・アルバーン氏。コレクターズのロンドンレコーディングの際、同じスタジオだった事がある。
- デイヴ・デイヴィス
キンクスのギターのデイヴ・デイヴィス氏。コータローと対談した事があり、意気投合した。

## 会話に登場する著名な人物
見出しは番組内で二人が主に使っている呼び名である。
- ケイジくん
藤原啓治氏。コータローの岩手時代からの友人。コータローと『芸術バンド ピカソ』というバンドを組んでいた。
- アンヌ
ひし美ゆり子（ひしみゆりこ、1947年〈昭和22年〉6月10日 - ）氏。日本の女優。本名︰境屋地谷子（旧姓菱見）。身長158cm。『ウルトラセブン』の友里アンヌ隊員役で知られる。
- ケーシー高峰
ケーシーたかみね（1934年2月25日 - 2019年4月8日）は、日本のタレント・俳優。本名、門脇 貞男（かどわきさだお）。白衣姿で黒板やホワイトボードを用いる医事漫談の創始者。愛称は「ドクター」。『14歳のサマーブリーズ』の被害者男性に酷似。
- アグネス・ラム
アグネス・ラム（出生名:アグネス・ナラニ・ラム、Agnes Nalani Lum、1956年5月21日 - ）は、1970年代後半に日本で活躍した米国出身のモデル。スペースクラフトに所属していた。あどけない顔に不釣り合いなグラマラスな身体で人気を博し、水着の似合う健康美で「アグネス・ラムフィーバー」を引き起こした。
- 水沢アキ
みずさわアキ（1954年12月5日 - ）は、日本の女優、タレント、モデル、歌手、実業家。本名スィーヒ昭子（スィーヒあきこ、旧姓・溜井（ためい））。身長158cm、B85cm、W58cm、H85cm（1975年1月、水沢本人の申告）。元オスカープロモーション所属。過去に所属していた芸能事務所は、田辺エージェンシー、BESIDEなど。旧芸名、水沢あき子（みずさわあきこ）。
- 樹れい子
樹れい子（いつきれいこ、1957年5月28日 - ）は、日本のモデル、タレント、女優。本名：賀小美（ホウ ショウメイ、が しょうみ）。身長169cm。B85cm、W58cm、H88cm（1978年7月、樹本人の申告）。『14歳のサマーブリーズ』の女性は彼女のようだったとの事。
- フジオちゃん
赤塚不二夫（あかつかふじお、本名：赤塚藤雄（読み同じ）、1935年〈昭和10年〉9月14日 - 2008年〈平成20年〉8月2日）。日本の漫画家、タレント、俳優。満洲国熱河省出身。フジオ・プロダクション創設者。近所に住んでいたコータローが、仕事場へ直接訪問したことがある。
- 近藤正臣
近藤正臣（こんどう まさおみ、1942年〈昭和17年〉2月15日 - ）は、日本の俳優。シーズ・マネージメント所属。コータローは10歳の頃、目白のカフェでピザを食べていた彼を窓の外から見ていたところ、彼からピザをもらった事がある。

## 会話に登場する食べ物
- さるかに合戦（のり・ごま）
広島3大ふりかけメーカーの一つである、やま磯が販売しているふりかけ。他にも、一休さん（のり・たまご）や、金太郎（のり・かつお）などがある。
- ちびろく
1974年（昭和49年）に明星食品が販売開始し、せんだみつお出演のテレビコマーシャルで有名になったラーメン。
- スナックトースト
 エスビー食品が1977年に発売したスナック菓子。
- なるとラーメン
コータローが少年時代に食べていた駄菓子屋のラーメン。なると・おでんの具を煮たものに、『ラメッツ』というベビースターのようなものが入っていた。串一本で食べるのがマナー。
- ETC丼
福島松川PAで販売されていた生姜焼き丼。E（egg・卵）、T（トン・豚）、C（cabbage・キャベツ）の略。
- ハイウェイ定食
豚汁とご飯と生卵だけの定食。安かったので、二人がデビュー当時によく食べていた。
- ヤングランチ
ジャンバラヤのような極めて油っこい定食。リーダーが頑張って完食した。
- 厚切りトースト
目白で喫茶店を営んでいたコータローの実家では、毎朝厚切りトーストを食べていた。当時では大変珍しく、この番組ではしばしば、都会の上流階級家庭の象徴として語られる。
- 十万石まんじゅう
埼玉県行田市の菓子メーカー、十万石ふくさやが製造・販売する和菓子。キャッチフレーズの「うまい、うますぎる !」は、版画家の棟方志功が手掛けた。
- 深谷ねぎ
深谷市が誇るネギのブランド名。深谷ねぎは品種名ではなく、深谷地方で栽培されたネギの総称。根深ネギ・千住群に属する。品種は多数存在する。深谷市外で栽培されたネギも「深谷ねぎ」の名称で販売されている。
- フライ (鉄板焼)
フライは、埼玉県北部地域のご当地料理となっている鉄板焼き料理。住民は単に「フライ」と言うと通常これを指す。行田市周辺のゼリーフライと同じく、軽食やおやつとして主に食べられる。熊谷市においても「フライ」を公式に名物料理として紹介しており、行田市同様に観光資源の一つとして扱われている（「熊谷（周辺）の名物料理」としてテレビで紹介されることもある）。

## 会話に登場する店
- ヤンバーガー
70年代、目白駅前のコマースビルに突如登場したハンバーガー屋。コータローが歯医者帰りに行ったところ、早速歯が取れる。メニューはハンバーガーとジュースのみ。短命に終わる。
- ぎょうざの満洲　
愛称ぎょうまん。埼玉県川越市に本社を持つ中華料理を扱う外食チェーン。「3割うまい!!」のキャッチフレーズで有名。
- 牛友チェーン　
昭和40年代末、コータローが通っていた牛丼屋チェーン。目白コマースビルの4階にあった。楕円形の皿で、ご飯の上にカレーと牛丼が別々に盛られていた。
- インデアンカレー　
株式会社インデアンが運営する日本のカレーライスのフランチャイズチェーン。「大阪カレー」の代表格とも評される。1947年に大阪府大阪市で開業。創業時からカレーの辛さには定評があり、「口の中が火事になる」と評され人気を博す。
- るーぱん　
埼玉県行田市に本社を置くゴンドラ株式会社が、埼玉県にチェーン展開するファミリーレストラン。
- やきとん 埼玉屋　
東十条駅にある、やきとんの有名店。
- 洋庖丁　
池袋・高田馬場・板橋などにある洋食屋。
- キッチンABC　
池袋・南大塚・江古田などにある洋食屋。
- ランチハウス ミトヤ　
池袋にある洋食屋。
- ジローズテーブル　
板橋区にある定食屋。
- ランチハウス美味しん坊 板橋本町店　
板橋本町駅近くにある洋食屋。
- 大黒屋板橋清水町店　
板橋本町駅近くにある雑貨店。Pの聖地。店内にコレクターズのグッズや、番組内で話題になった食品などが陳列されている。番組終了後もコレクターズグッズは継続して展示される予定である。
- 八木橋百貨店　
埼玉県熊谷市に所在する百貨店。熊谷市内では最大の店舗面積を持つ。
- ぐるぐる王国　
CD、DVD、Blu-ray、雑誌、フィギュアなどを取り扱う通販専門店。Yahooショッピングや楽天などに多角的に店舗を出展。The CollectorsのCD発売の際には購入特典がもらえる店舗の一つであり、ファンからは絶大な人気を誇る。
- らーめんはうす 千代美　
茨城県水戸市にかつて存在した中華料理屋。地下ダンジョンが存在した。
- めぬま屋　
埼玉県熊谷市妻沼にかつて存在した定食屋。『がんも』が美味だった。
- 志な野　
石川県金沢市にかつて存在したお茶漬け専門店。注文や会計など店内でのやり取り全てが「ヤッホー」の合図で通り、酔客の「しめの味」として４０年間愛された。
- ハーベストムーン　
静岡県静岡市にかつて存在した喫茶店。店主がPだった。
- U.S.VAN･VAN（ユーエスバンバン）　
高田馬場・新大久保・早稲田・荻窪などにあった激安カジュアルショップ。
- 神谷バー　
浅草にある、明治13年創業のバー。電気ブランで有名。
- シェモア　
コータローが少年時代に通っていた目白の美容室。まるでフランス人のようなエレガントな店主がいたという。看板はロレアル。
- オギノバーバー　
リーダーが少年時代に通っていた理髪店。店主が沢村忠そっくりだった。
- コクリコ　
コータローの母親がかつて経営していた喫茶店。少年時代のコータローがスカートめくりをするので、『コクリコの坊や』として、近隣の女子大生に恐れられていた。

## 会話に登場する場所
- 池袋大橋
動画サムネイルは、毎回この場所で撮られている。
- 学習院大学
学習院ドクダミ事件（シーズン1の第二話参照）の舞台となる私立大学。構内を走ってる馬の糞をコータローが誤って車に積む（踏んで泥と勘違いしたまま車に乗ったという説もあり）。車内が悪臭にまみれたが、目白駅前の交番のお巡りさんに大量のドクダミの葉っぱをもらい、車に敷いたことで匂いは解消。この一件でドクダミがもたらす蓄膿症の完治に期待を深める。夏には駄菓子屋に卸すクワガタの採集地となる。
- としまえん
かつて東京都練馬区向山三丁目に存在した日本の遊園地。西武グループに属する株式会社豊島園（現・株式会社西武園ゆうえんち）が運営していた。1926年（大正15年）より94年間営業を続け、2020年（令和2年）8月31日をもって閉園した。
- ジャングルツリー
昭和50年代、池袋東武百貨店の屋上にあったジャングルジム。コータローはここで他校の生徒と喧嘩した事がある。

## 会話に登場する物など
- ローラースルーGOGO
1974年（昭和49年）に日本で発売された乗用玩具。スケートボードを乗りやすくしたレジャー用品として考案され、開発は本田技研工業、製造は系列部品メーカーおよび外部の自転車部品メーカー、販売はホンダの陸上向け商品を手掛けるアクト・エルが行った。商品名の「ローラースルー」は「通り抜ける」の意味を込められた造語であり、「GOGO」は軽快な乗り心地、当時流行のゴーゴーダンス、5,500円の本体価格（「五」が二つ）にちなんで付けられている。
- 鉄車（てっしゃ）
車輪がゴム製ではなく鉄製のローラースケートのこと。夕方に走ると、地面との摩擦熱によって火花が発生した。
- 少年ヨンデー
1973年から1976年頃まで、コータローが編集長として発刊していた週刊同人誌。連載漫画はコータロー先生『ベンベ』、オオフチ先生『アルファーエース』など。ツッタ先生は休載が多かったとの事。
- グルービーケース
ミドリから1971（昭和46）年に発売された文房具入れのような物。1974（昭和49）年にマルマンから発売されたNFLシリーズによって、当時の小学生の間で爆発的に流行った。
- ポストペット
PostPet（ポストペット）は、ソニーコミュニケーションネットワーク株式会社（So-net）が販売していた電子メールクライアント、およびそのキャラクターが登場する作品の総称。略称は「ポスペ」。
- 単車の虎
一時期、コータローがハマっていたスマホゲーム。"池袋狂走団"というチームを作っていた。バイク名は”サタデーナイトエンジェル”だった。

## 会話に登場する作品
- エマニエル夫人
1974年のフランス映画。シルビア・クリステル主演。エマニュエル・アルサンの小説『エマニュエル夫人』の映画化。タイのバンコクを舞台に当地に赴任した外交官が、若妻を性的欲望に奉仕させるために自らの好みに飼育し、その若妻が美しく開花していくさまを描く。
- 青い体験
1973年のイタリア映画。1970年代から1980年代にかけてイタリアで爆発的に流行したお色気コメディジャンルで、いわゆる「筆おろし（少年の初体験）もの」と呼ばれるものの代表的作品。
- コレクター （1965年の映画）
1965年に制作されたイギリスとアメリカの合作映画。テレンス・スタンプ主演。原作は、ジョン・ファウルズの同名小説『コレクター』。孤独な男の、女性に対する倒錯した愛情を描いた作品。
- さらば青春の光 (映画)
フランク・ロッダム監督による1979年のイギリス映画。1960年代初期のイギリスのユース・カルチャーの2大勢力だったモッズとロッカーズの生態や両者の対立を軸として、ある熱狂的なモッズ青年と彼の仲間達との青春の光と影、彼等と彼女等が現実世界と理想（モッズワールド）とのギャップによる苦悩などを乗り越え成長して行く姿を描いた作品。
- アイフル大作戦
1973年4月14日から1974年5月4日まで、TBS系で毎週土曜日21:00 - 21:55に放送されていたアクションドラマ。全56話。アイフル探偵学校の校長・岸 涼子（小川真由美）とその生徒らが探偵に関する授業を受けつつも、毎回様々な事件現場に立会い実際に事件を解決するまでを描いた作品。
- キイハンター
1968年4月6日から1973年4月7日まで、毎週土曜日21:00 - 21:56に放送されていたテレビドラマ。全262話。制作はTBS・東映。国際犯罪者の天国・スパイの甘い猟場ともいわれる大都会東京に架空の国際警察特別室を設定。室長の村岡だけが知っている6人の冒険者・キイハンターが、平和をおびやかす組織・陰謀・悪と戦う活躍を描く。どんでん返しを含むストーリーや絶妙のチームワーク、千葉真一のアクション・スタントで大ヒットした東映アクションドラマの代表作。
- ザ・ガードマン
『東京警備指令 ザ・ガードマン』は、TBSで1965年4月から1971年12月にかけて延べ6年9か月（全350話）にわたり、毎週金曜21:30 - 22:30（JST) に放送されたテレビドラマ。
- タイム・トラベラー
NHKが製作し、1972年（昭和47年）に放送した青少年向けSFテレビドラマ。NHK「少年ドラマシリーズ」の第1作。原作は筒井康隆の『時をかける少女』。
- どっこい大作
1973年1月8日から1974年3月25日まで、NET（現：テレビ朝日）系で放送されたテレビドラマ。全62話。スポンサーは三菱電機の一社提供。
- 刑事くん
1971年から1976年にかけて、TBSの「ブラザー劇場」（毎週月曜日19:30 - 20:00）で放送されていた、TBS・東映制作の刑事ドラマ。
- 宇宙猿人ゴリ
1971年1月2日から1972年3月25日にかけてフジテレビで土曜日19:00 - 19:30に全63話が放送された、ピー・プロダクションが初めて単独で企画、制作した特撮ヒーロー番組。番組開始当初の題名は悪役を冠にした『宇宙猿人ゴリ』であったが、その後『宇宙猿人ゴリ対スペクトルマン』を経て、最終的に『スペクトルマン』へと改題された。第二次怪獣ブーム（または「変身ブーム」）の先駆けでもある。
- シルバー仮面
1971年11月28日から1972年5月21日まで、宣弘社と日本現代企画の製作により、TBS系で毎週日曜19:00 - 19:30 (JST) のタケダアワーにて全26話が放送された特撮テレビ番組。第11話より『シルバー仮面ジャイアント』に改題された。
- テレビ三面記事 ウィークエンダー
日本テレビ系列局ほかで放送された日本テレビ製作のワイドショー。全465回。製作局の日本テレビでは1975年4月5日から1984年5月26日まで、毎週土曜22:00 - 22:54（同年10月以降）に生放送されていた。
- アップダウンクイズ
1963年10月6日から1985年10月6日まで、毎日放送（MBS）の製作により、NET (現・テレビ朝日) 系列の一部とTBS系列で、毎週日曜日19:00 - 19:30に放送されていた視聴者参加型クイズ番組。
- TVジョッキー
1971年1月10日から1982年12月26日まで、日本テレビ系列局で日曜日に生放送された視聴者参加型のバラエティ番組。 愛称は『テレジョキ』。
- ロックおもしロック
1978年4月から東京12チャンネル（現・テレビ東京）にて、毎週日曜日午前10:00 - 10:30に放送されていた音楽番組。
- ジャイアントロボ
1967年10月11日から1968年4月1日まで放送された。全26話。悪の組織ビッグファイア団と世界的な防衛組織ユニコーンの戦いを通し、ビッグファイア団の操る怪獣及びロボット対ユニコーンの一員となった少年・草間大作の命令のみで動く巨大ロボット・ジャイアントロボ（GR1）の戦いを描く。
- クレクレタコラ
東宝企画（東宝）製作の特撮テレビ番組。1973年10月1日から1974年9月28日まで、毎週月 - 土曜日の午後6時55分から午後7時、フジテレビ系列にて放映された。全260話。タコの怪獣「タコラ」と、不思議な森に住む奇妙な住人たちが繰り広げるスラップスティック・コメディ。
- セルピコ
1973年製作のアメリカ・イタリア合作映画。シドニー・ルメット監督作品。ニューヨーク市警に蔓延する汚職や腐敗に立ち向かう警察官の実話に基づいた作品。主人公であるフランク・セルピコ（英語版）をアル・パチーノが演じている。
- 空手ヘラクレス
1973年製作の香港映画。劇場公開日は1974年12月7日。『燃えよドラゴン』の悪役ヤン・スエ出演のカンフー・アクション。

## 会話に登場する出来事
- オイルショック
1970年代に2度発生した、原油の供給逼迫および原油価格の高騰に伴い、世界経済全体がきたした大きな混乱の総称。
- 光化学スモッグ
オゾンやアルデヒドなどからなる気体成分の光化学オキシダントと、硝酸塩や硫酸塩などからなる固体成分の微粒子が混合して、周囲の見通し（視程）が低下した状態をいう。光化学オキシダントを主成分とするスモッグ。健康に影響を及ぼすことがある大気汚染の一種。
- 三億円事件
1968年に東京都府中市で発生した、現金輸送車強奪事件。1975年に時効が成立するも、それにもめげずに2人が真相解明を目指す。
- 福田和子事件
1982年に松山で発生した、ホステス殺害事件の犯人である福田和子による逃亡事件。時効成立まで残りわずか21日での逮捕劇が、社会派として鳴らす2人の興味を掻き立てる。リーダーの福田和子の物真似は絶品。
- 介良事件
介良事件（けらじけん）とは、1972年（昭和47年）9月、高知県高知市東部の介良地区で、当時の中学生数人が両手に乗る大きさの小型未確認飛行物体を捕獲したとされる事件。介良小型UFO捕獲事件（けらこがたユーフォーほかくじけん）とも呼ばれる。

## 用語集
- へじる
屁汁。屁と一緒に漏れる物体の事。また、ちょっとしたヘマをした時にも使う。
例：『明日の仕事はへじるなよ！』『今日の演奏へじった〜！』『私の夫がへじる野郎なんです。』
- ベンベスタイル
コータロー作のベンベが『基本的にいるだけで何もしない』事から、メールを送らずライブにも行かず、ただ番組を聴いているだけのリスナーのスタイルの事。行動をすると『脱ベンベスタイル』となる。
- ピョンヤンフィーリング
北朝鮮のような前時代的な暮らしを思い起こさせる事。『○○フィーリング』の『○○』に色々な言葉をあてはめて活用可能。
- アサリちゃん
長い木の棒などで自動販売機の下をさらい、落ちている小銭をかき集めること。
- リアルアイコラ
銭湯の洗い場にて、鏡に映る自分の上半身と、鏡下からわずかに見える向かい側の他人の下半身をバーチャルマッチングさせる遊び。
- 甘食おっぱいごっこ
甘食を二つ使い、自分の胸に当てて自己満足する遊び。
- ミヤコチョーチョー賞
リーダーとコータローが『ちゃっかりしてるけど、ええ子やな』と感じた人に対して贈る賞。スピッツさんの四人が受賞済み。
- がおる
ひどく狼狽する事。
例:『がおった〜！』
- よほほ〜
リーダーが主に使う。調子にのってごきげんな様子を表す擬音。『よお〜』もほぼ同じ用法。
- 魅せる
何か粋な事をした際に発する言葉。
例:『彼、飲み代全部払ってくれたんだよ！』『魅せるね〜』
- 厳しめ
味付けなどを、かなり濃いめにしてほしい時に使う。
例:『おばちゃん、味、厳しめで！』
- よく焼き
肉などを、かなりよく焼いてほしい時に使う。
例:『おばちゃん、よく焼きで！』
- グッバイラーメン
飲んだ後の締めにラーメン屋に行く事。『グッバイ○○』の『○○』に色々な言葉をあてはめて活用可能。
- 田舎もん
他人にそっけない態度を取られたり、邪険に扱われた際、この言葉で相手を評することで溜飲を下げる。また、都合が悪くなると大抵この一言で片付けることが可能。
例:（街で女性に声をかけて無視された場合）『あいつら、田舎もん』
- 写真館
番組宛てに送られて来た面白画像や珍画像を格納する場所。  こちらに掲載されるかどうかの判断は2人の独断とフィーリングに委ねられている。
例:『これは写真館だな』『はい、これ、写真館』
- 絶交
動員が厳しい事が予想されるthe Collectorsのライブに参加しない事で、2人から宣告される絶縁宣言のこと。
例:『今度のライブ、来なきゃ絶交だからな』
- ごめんなさい
リーダーとコータローが参加した結婚式で、出席者のご婦人が歌った際にサビのキーが高すぎて歌えず、思わず『ごめんなさい』とつぶやいた事から。あくまでも上品に、尻上がりに発音するのがポイント。
- くねる
腹を下して切羽詰まっている際の状態を表す言葉。
例:『あの人、くねってるよ！』
- 吸い込み
お酒などを飲む際に、体の調子が悪くて思ったより飲めない時に使う。
例:『なんか今日吸い込み悪いんだよね。』
- ファイブカット
コータローが『歌舞伎揚』を食べる際、そのままでは大きすぎるので綺麗に五等分に割る作業のこと。
- KN（ケーエヌ）
『季節感無い』の略称。
例:『あいつ、KNだよね。』
- はめっこ
生物の生殖行為の事。
例:『昨日動物園行ったら、シマウマがはめっこしてたよ。』
- 目で詫びる
口で叱って目で詫びるという、時代遅れな昭和男のわかりにくい愛情表現のこと。
- Amazonが止まらない
コレクターズやビザールメン関連の商品の注文が、Amazonに殺到する現象のこと。

## その他キーワード
- 赤城颪
赤城颪（あかぎおろし）とは、群馬県中央部（赤城山）から東南部において、冬季に北から吹く乾燥した冷たい強風をさす。群馬全域では「上州空っ風（じょうしゅうからっかぜ）」と呼ばれる。
- 熊谷うちわ祭
毎年7月19日から23日にかけての5日間（一般向けは20日から22日の3日間）に開催される、埼玉県熊谷市鎌倉町にある八坂神社の例大祭。明治時代に祭りに合わせて渋団扇（表面に柿渋を塗った丈夫な団扇）が配られたことからこの名がついた。

## 古市コータロー未発表曲
| タイトル                         | 備考   |
| -------------------------------- | ------ |
| おっぱいぶるるんちょ             | 14歳頃 |
| パンティ・ストッキング           |        |
| 夏の疲れ                         | 15歳頃 |
| センセーション                   |        |
| 入れ歯の手入れ                   |        |
| 人妻                             |        |
| ストップ・ア・ジャスト・ミニッツ |        |
| カルピス・オン・ザ・ウォーター   |        |
| ロックンロール・オーバー         |        |
| メジロクイーン                   |        |

## 古市コータロー異名
| タイトル             | 登場回    |
| -------------------- | --------- |
| 一本橋のコーちゃん   | S02 - 023 |
| TAXコーちゃん        | S03 - 030 |
| 衝動買いのコーちゃん | S01 - 009 |
| あいがけのコーちゃん | S05 - 015 |
| 五分前のコーちゃん   | S03 - 037 |
| 誤植探しのコーちゃん | S03 - 003 |
| ダブルのコーちゃん   | S10 - 019 |
| 押しがけの古市       | S03 - 015 |
| 充電の古市           | S06 - 035 |
| ハーブ古市           | S04 - 063 |
| チクロ古市           | S02 - 028 |
| センサー古市         | S07 - 017 |
| タミフル古市         | S04 - 047 |
| ベリー古市           | S03 - 076 |
| ミツバチ古市         | S04 - 035 |

## 単行本『池袋交差点24時』収録話
2012年9月7日に発売された単行本『池袋交差点24時』には、初回限定CDがついていた。
| No. | タイトル                                     |
| --- | -------------------------------------------- |
| 1   | オープニング                                 |
| 2   | 哀愁のルミちゃん奏法                         |
| 3   | 60過ぎたらビザールメン                       |
| 4   | 人生はトン・シュー・トン                     |
| 5   | セサミは豚骨より強いんだよ                   |
| 6   | 昭和枯れすゝき                               |
| 7   | イカリングはタイム・イズ・オン・マイ・サイド |
| 8   | 天丼の油は潤滑油だよ                         |
| 9   | エンディング                                 |

## 映像作品
| No. | タイトル                                                                                   |
| --- | ------------------------------------------------------------------------------------------ |
| 1   | パレードを追いかけて                                                                       |
| 2   | パレードを追いかけて：妻沼東中学校吹奏楽部 ウインドオーケストラ in 熊谷 2023年10月8日      |
| 3   | パレードを追いかけて：深谷高等学校吹奏楽部 2023年12月20日                                  |
| 4   | パレードを追いかけて：深谷高等学校吹奏楽部 第47回定期演奏会 深谷市民文化会館 2024年1月14日 |
| 5   | パレードを追いかけて：ふれあい講演会 妻沼東中学校 2024年1月29日                            |

## スタッフ
- Cast：加藤ひさし＆古市コータロー
- Opening（Special thanks）：ダイノジ、旺福（WONFU / ワンフー）、スピッツ、近藤サト、あおい洋一郎（敬称略）
- Director：土田博之
- Producer：松本俊之（WONDER GIRL）、森内淳（STUDIO M.O.G. / DONUT）